# 马加什教堂

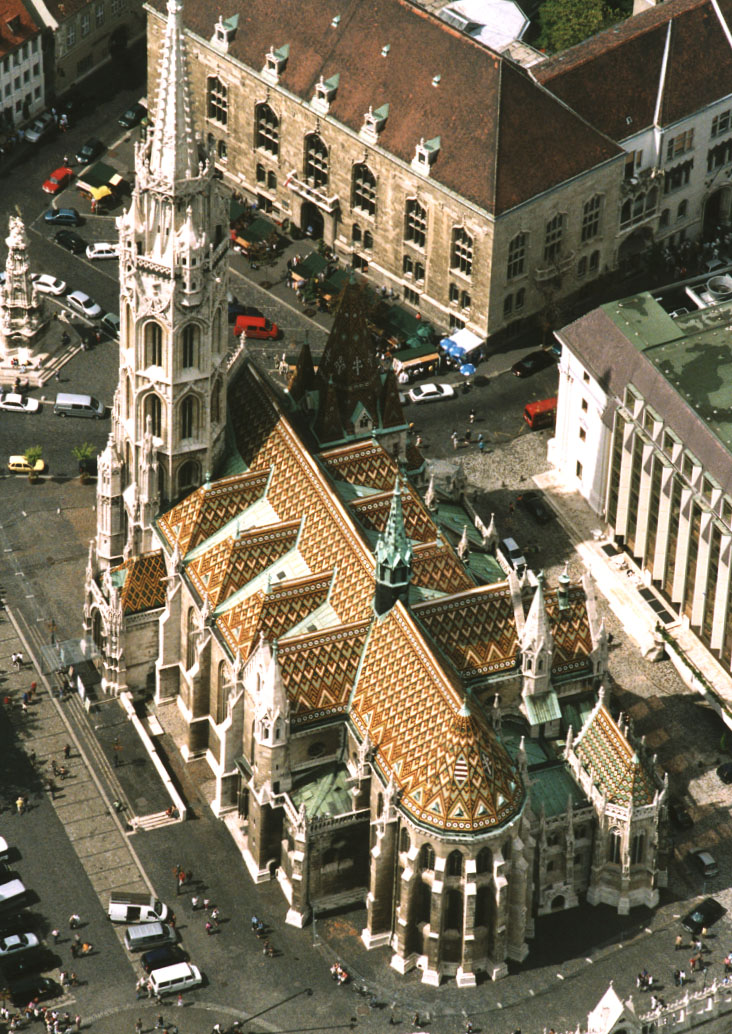
马加什教堂

马加什教堂（匈牙利語：Mátyás-templom）是匈牙利首都布达佩斯的一座教堂，後方臨近漁人堡，位于布达城堡区的心脏。根据教会资料，它最初建于1015年。目前的哥特式建筑兴建于14世纪下半叶，19世纪后期大修。它是布达中世纪第二大教堂。

## 历史
这座教堂的正式名称是圣母教堂，又稱為加冕教堂，但是通常以国王马加什一世的名字称为马加什教堂。这座教堂有700年的历史，在许多方面成为布达佩斯（或者匈牙利）丰富但往往是悲惨的历史的标志。这座教堂不仅是几个加冕仪式的地点，如1867年弗兰茨·约瑟夫一世和茜茜公主，以及1916年最后一位哈布斯堡君主卡尔一世，还是马加什一世两次举行婚礼的地点（第一次迎娶Podiebrad的凯瑟琳，她去世后，又迎娶阿拉贡的比阿特丽斯）。
该教堂历史上最黑暗的时期，是匈牙利被土耳其占领期间。绝大多数教会珍品运往普雷斯堡（现在的布拉迪斯拉发），1541年，布达沦陷，这座教堂改为该城的主要清真寺，装饰墙壁的华丽壁画均被清除。
这座教堂也是所谓圣母显灵的地点。1686年，在神圣联盟围困布达期间，教堂的一面墙壁倒塌，隐藏在墙后的一尊圣母像出现在正在祈祷的穆斯林面前，使驻军的士气崩溃，而城市就在同一天奪回。
虽然在1686年赶走土耳其人后，试图恢复这座教堂的巴洛克风格，但是历史证据显示，工作相当不能令人满意。直到19世纪末期的建筑热潮中，这座建筑才恢复了昔日的辉煌。负责这项工作的建筑师是弗里杰舒勒克（Frigyes Schulek）。
教堂不仅恢复到原来的13世纪计划，许多早期原始的哥特式元素也被发现。另外，增加他自己的新图案（如钻石图案瓦和滴水嘴尖顶）。完成后，曾引起很大争议。然而今天，舒勒克的修复成为对布达佩斯的市容最突出的特征之一。
堂内设有教会艺术博物馆，开始于中世纪地穴，直到圣斯蒂芬小堂。收藏了大量圣人遗物和中世纪石刻，以及匈牙利王冠。

## 圖集

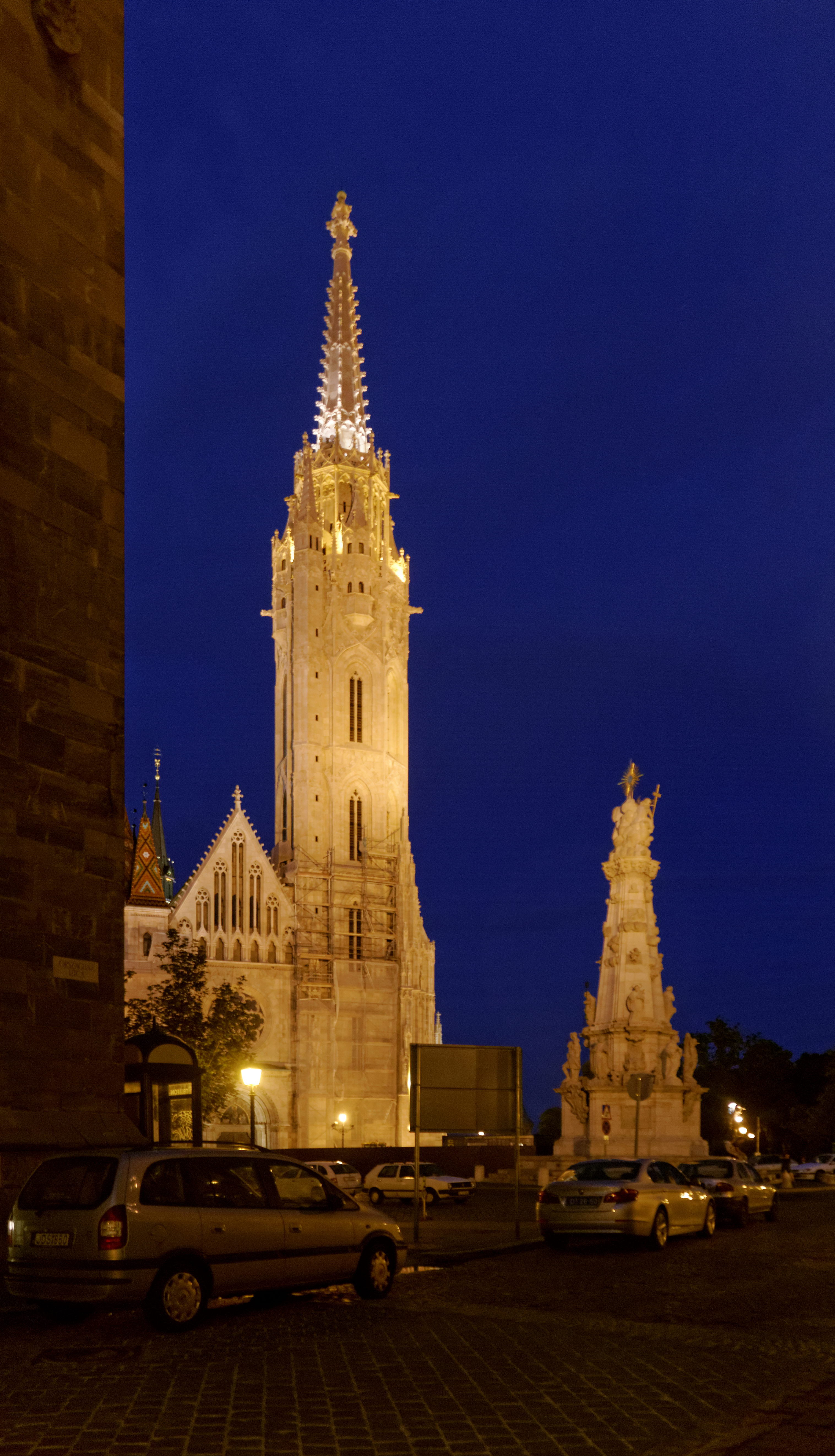
夜景
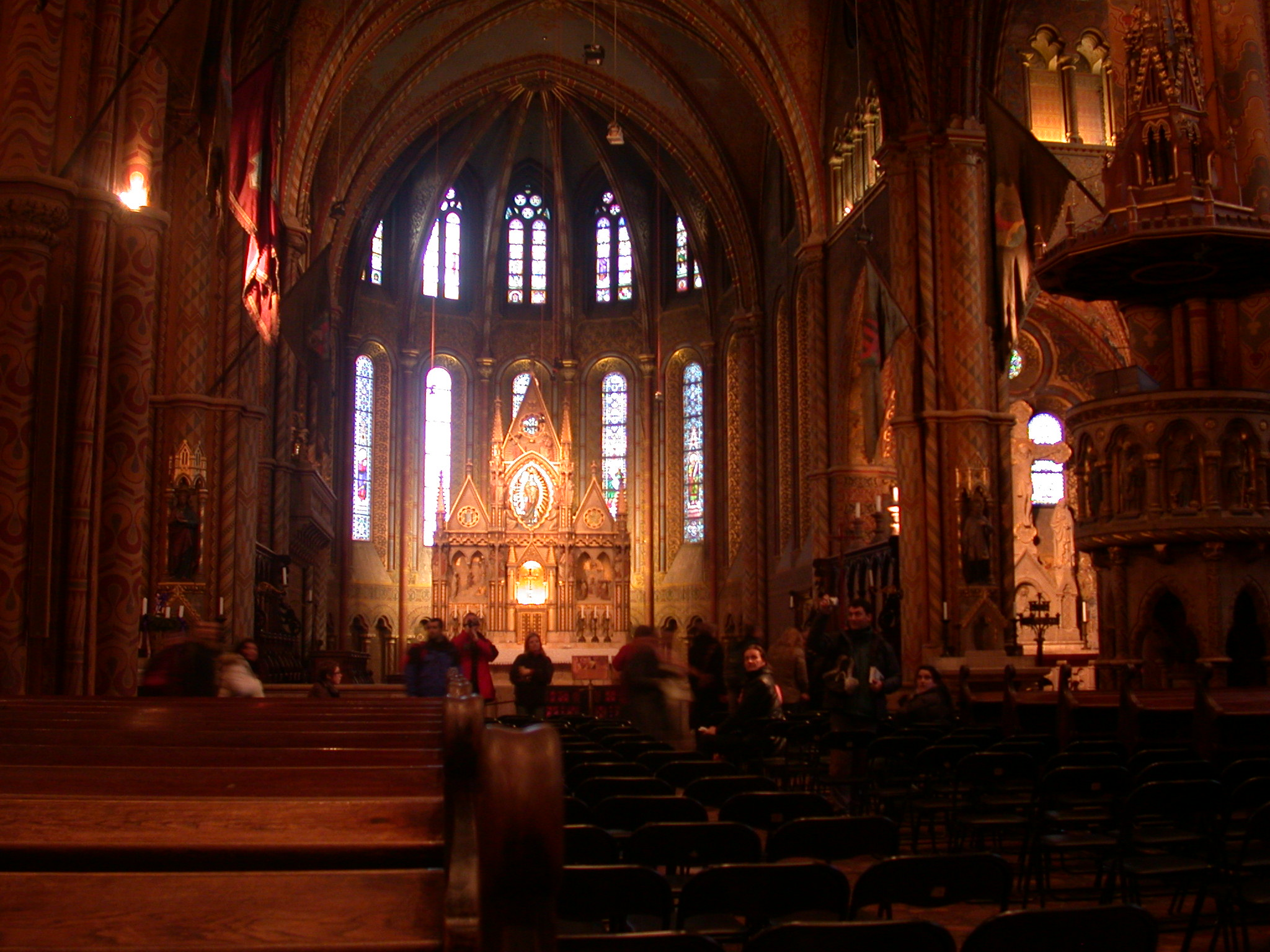
内部
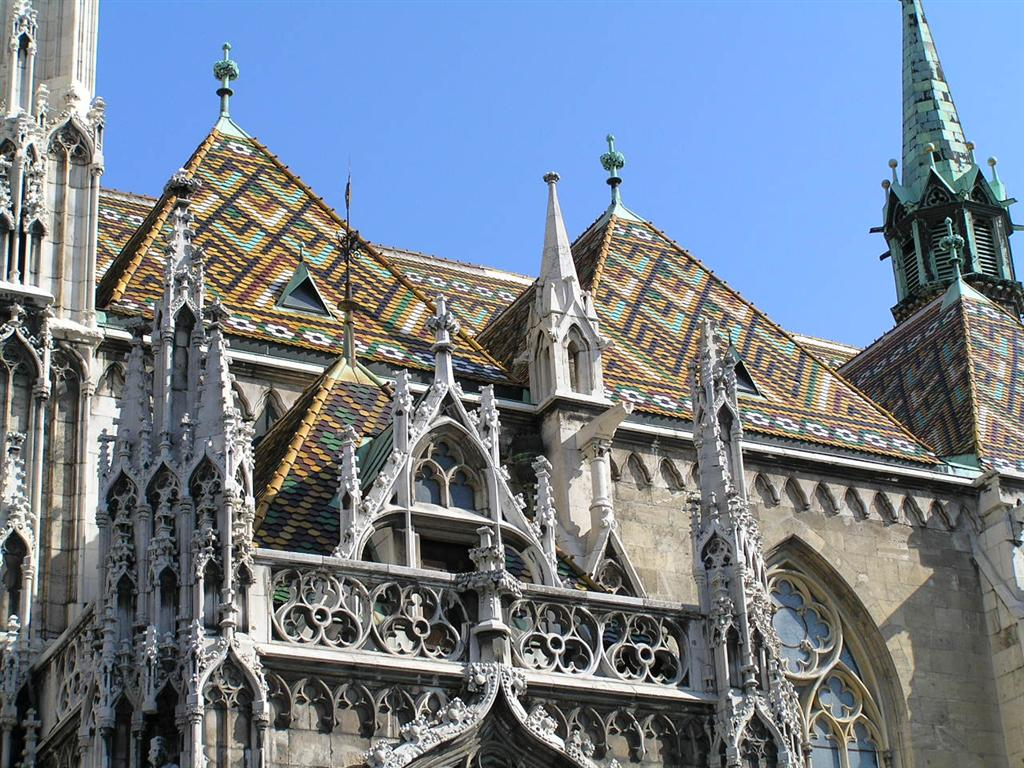
正门的纹饰
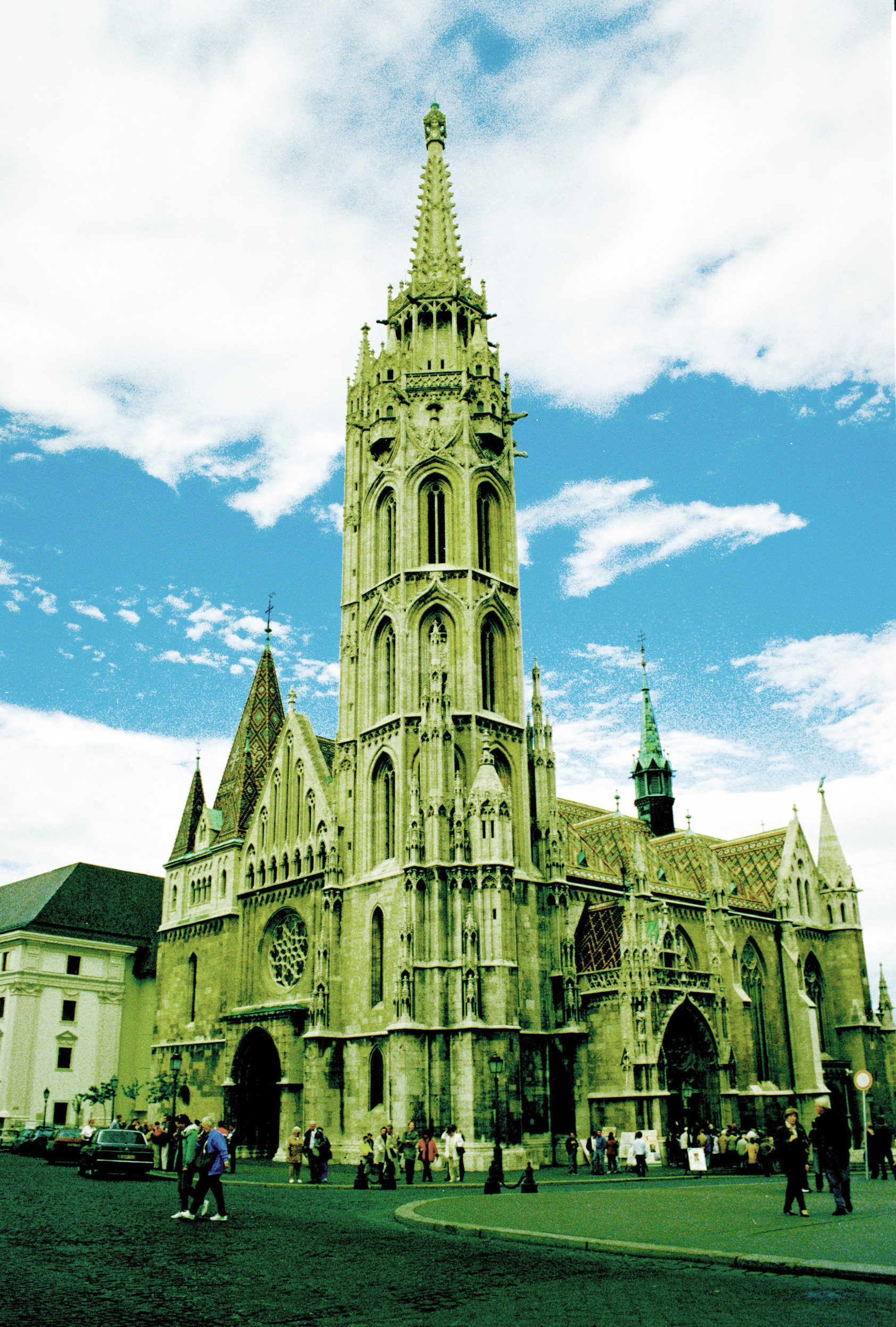
钟楼
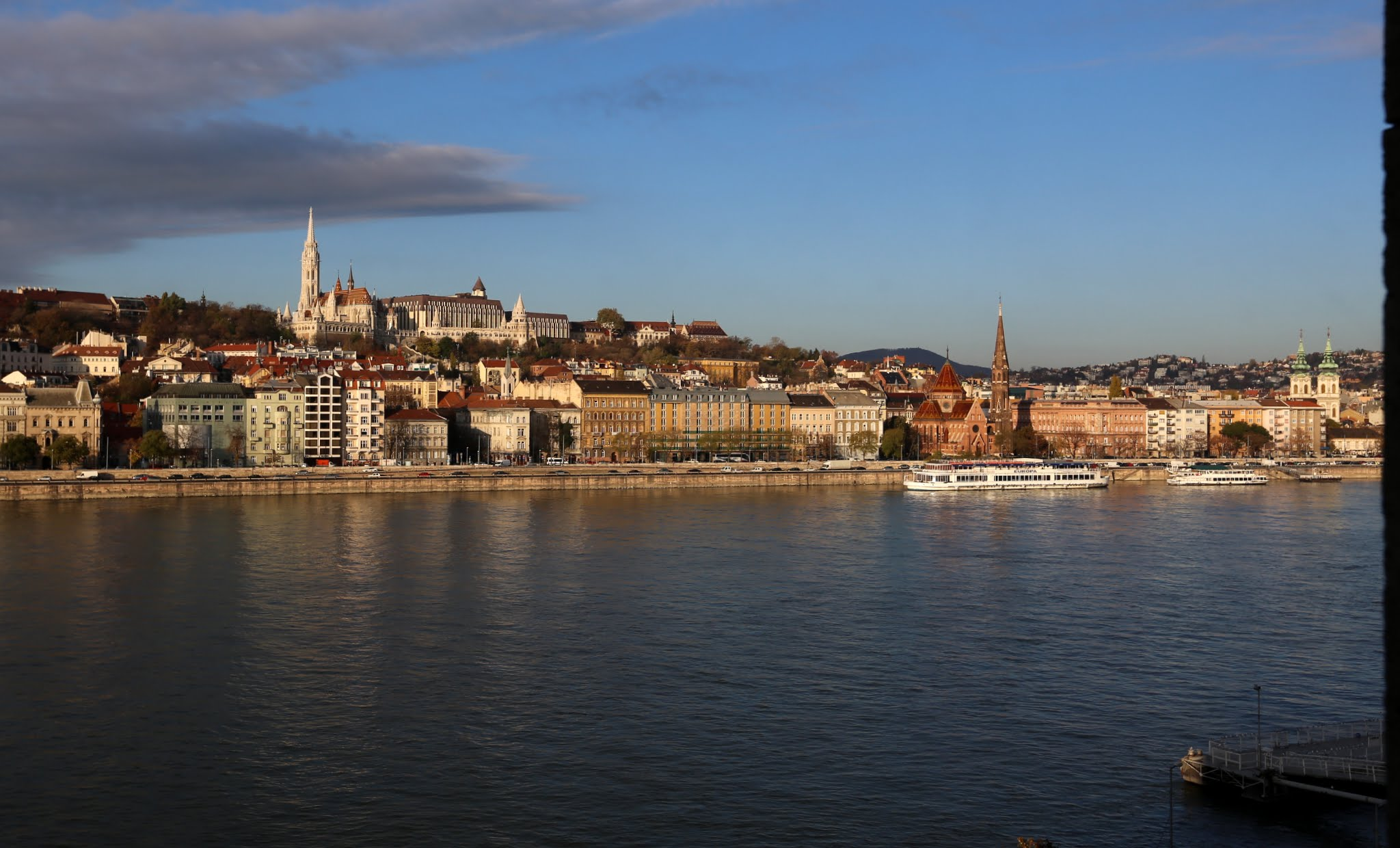
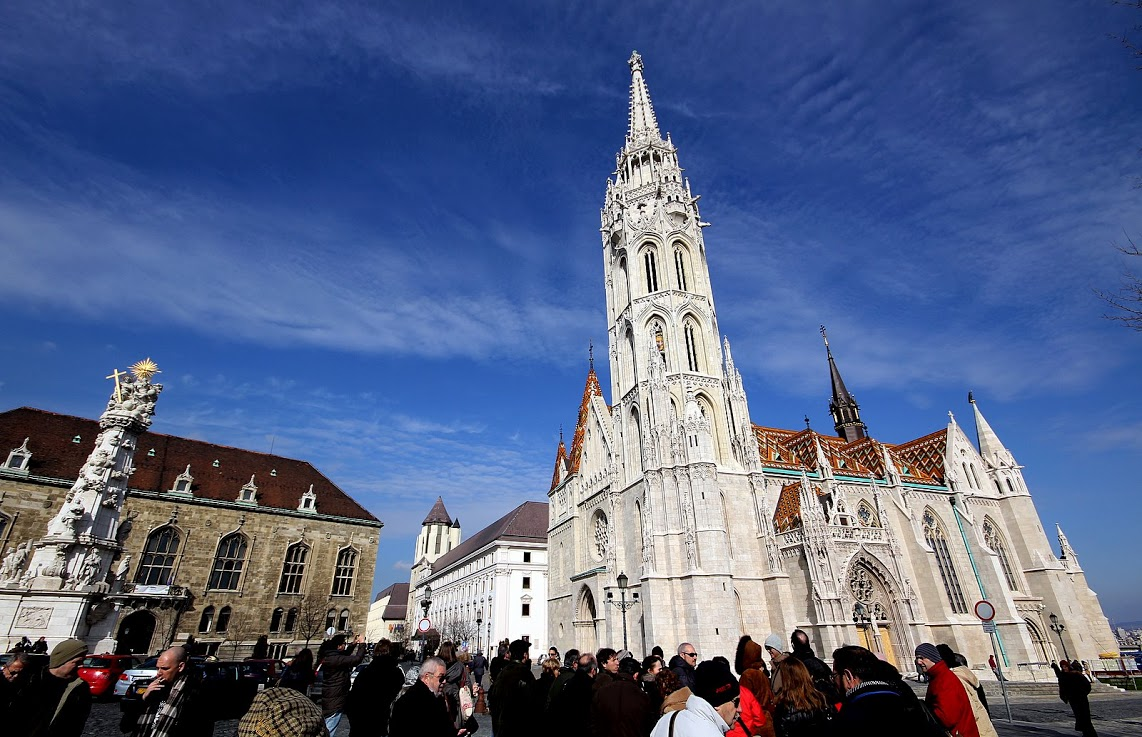
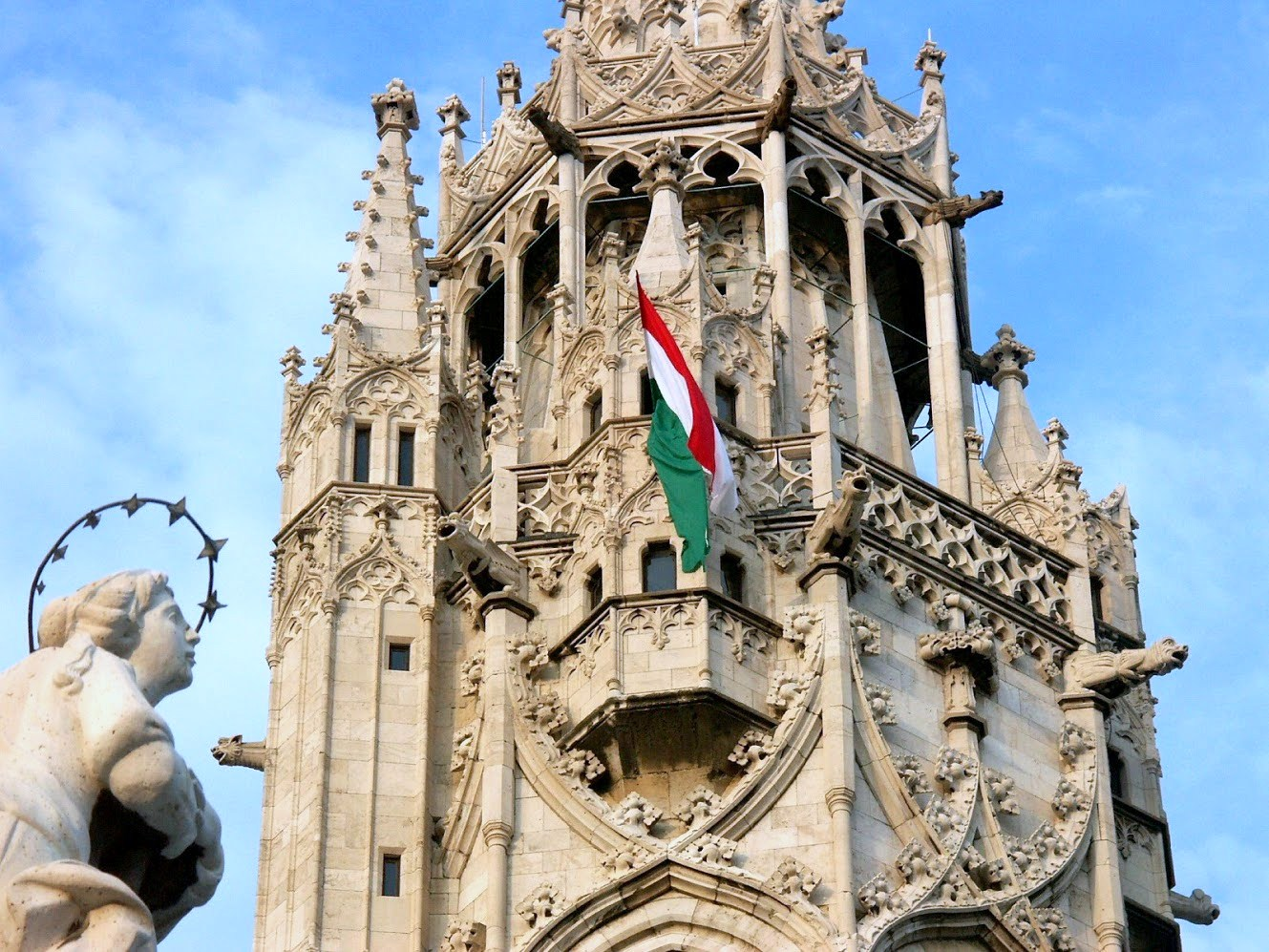
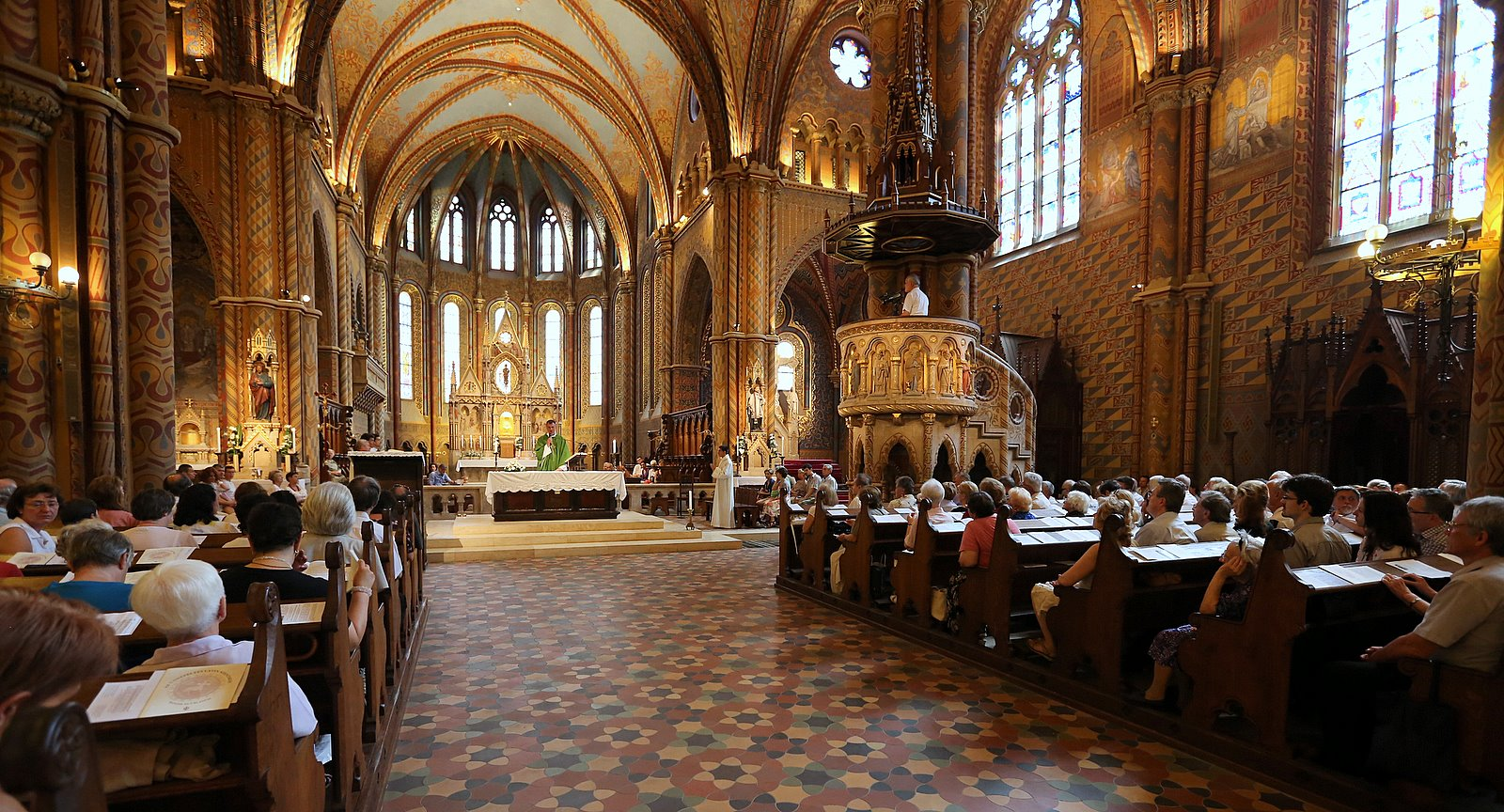
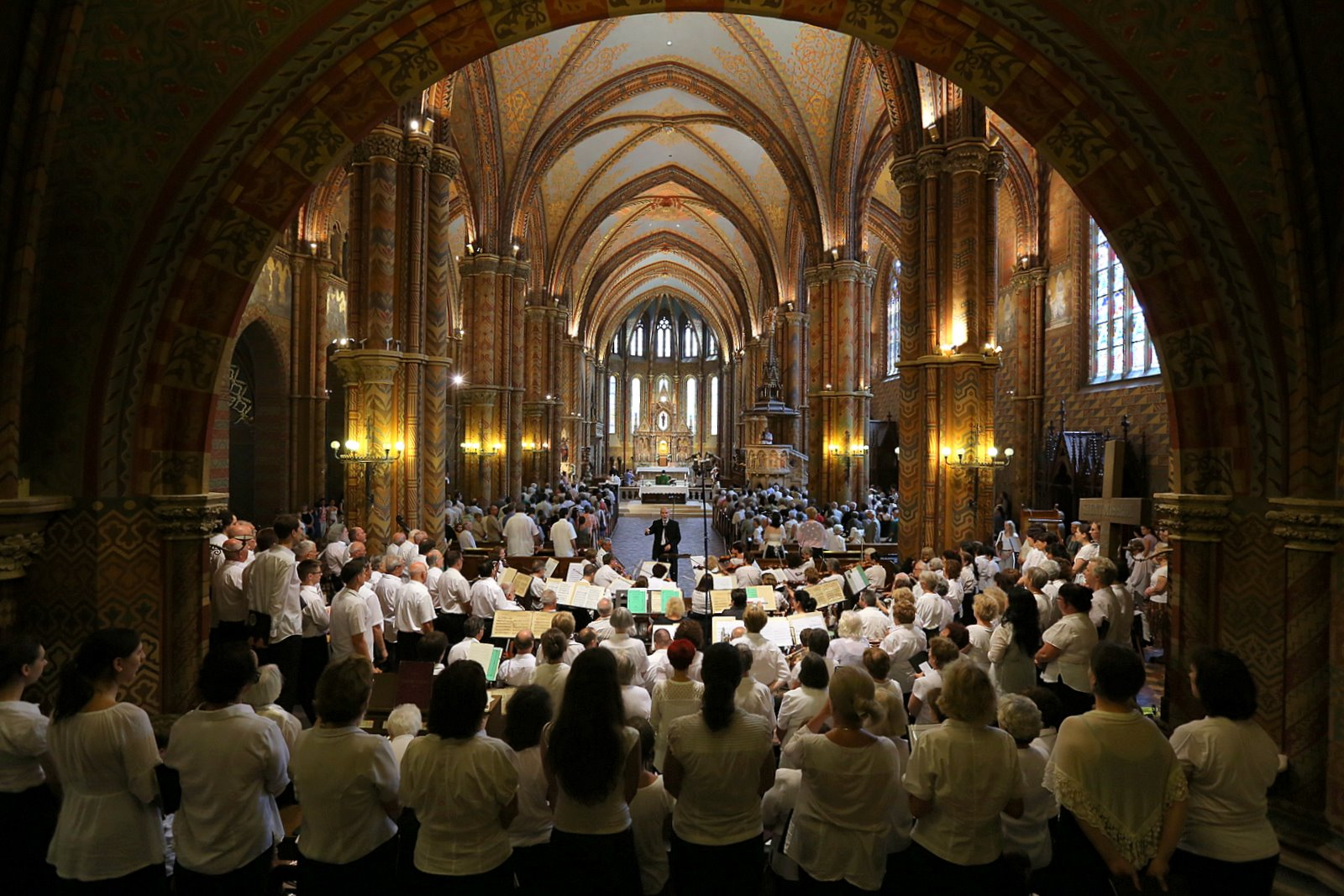
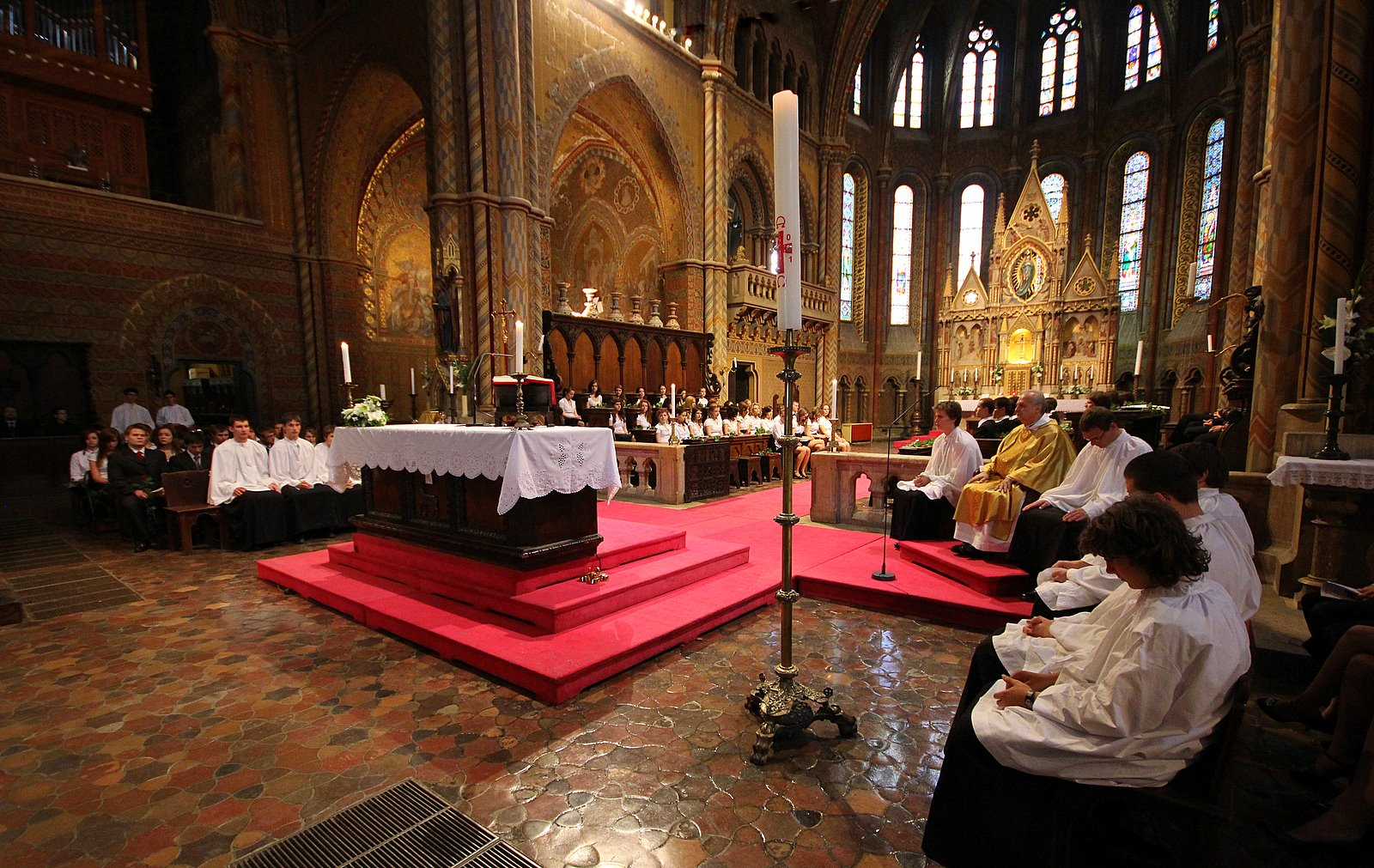
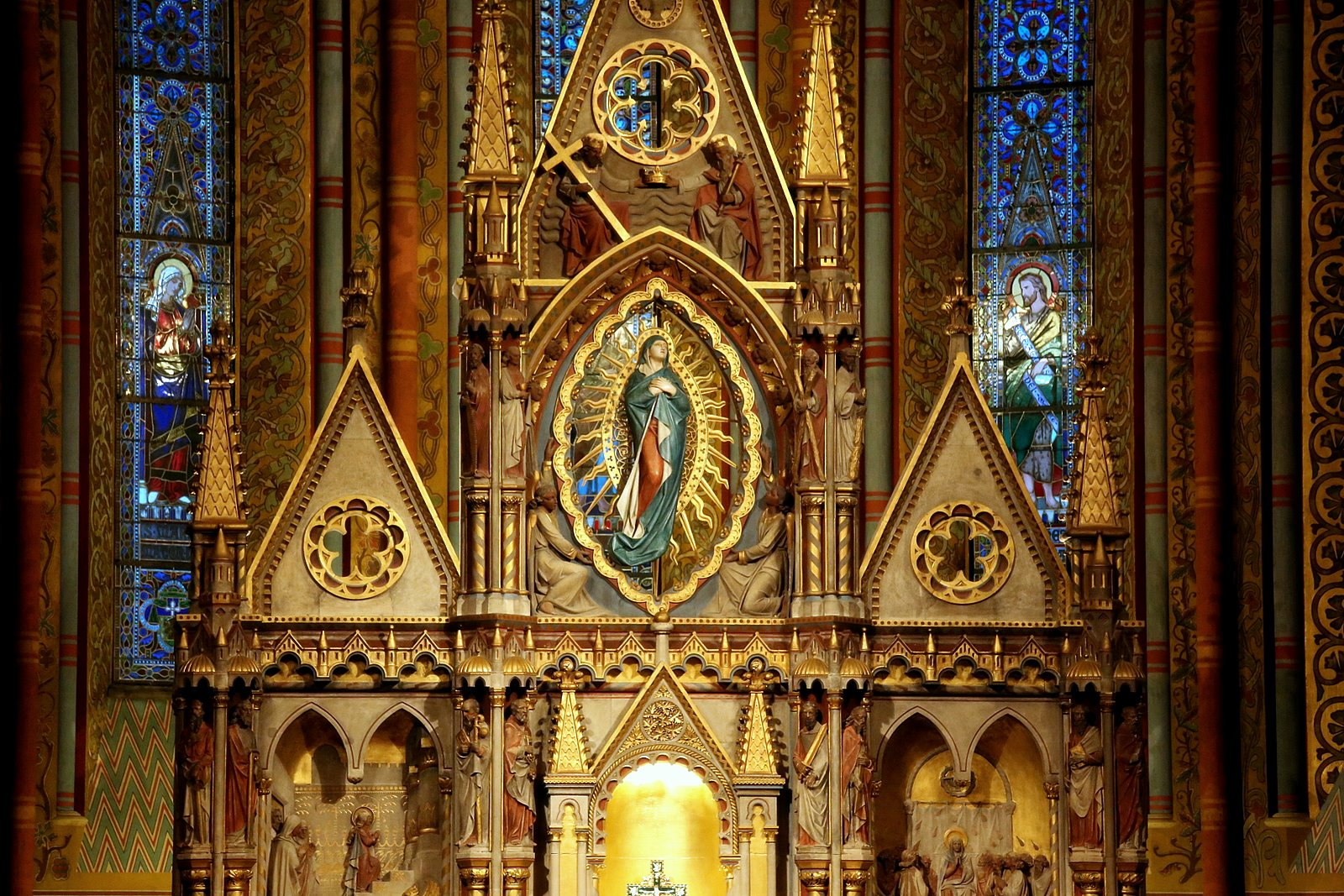
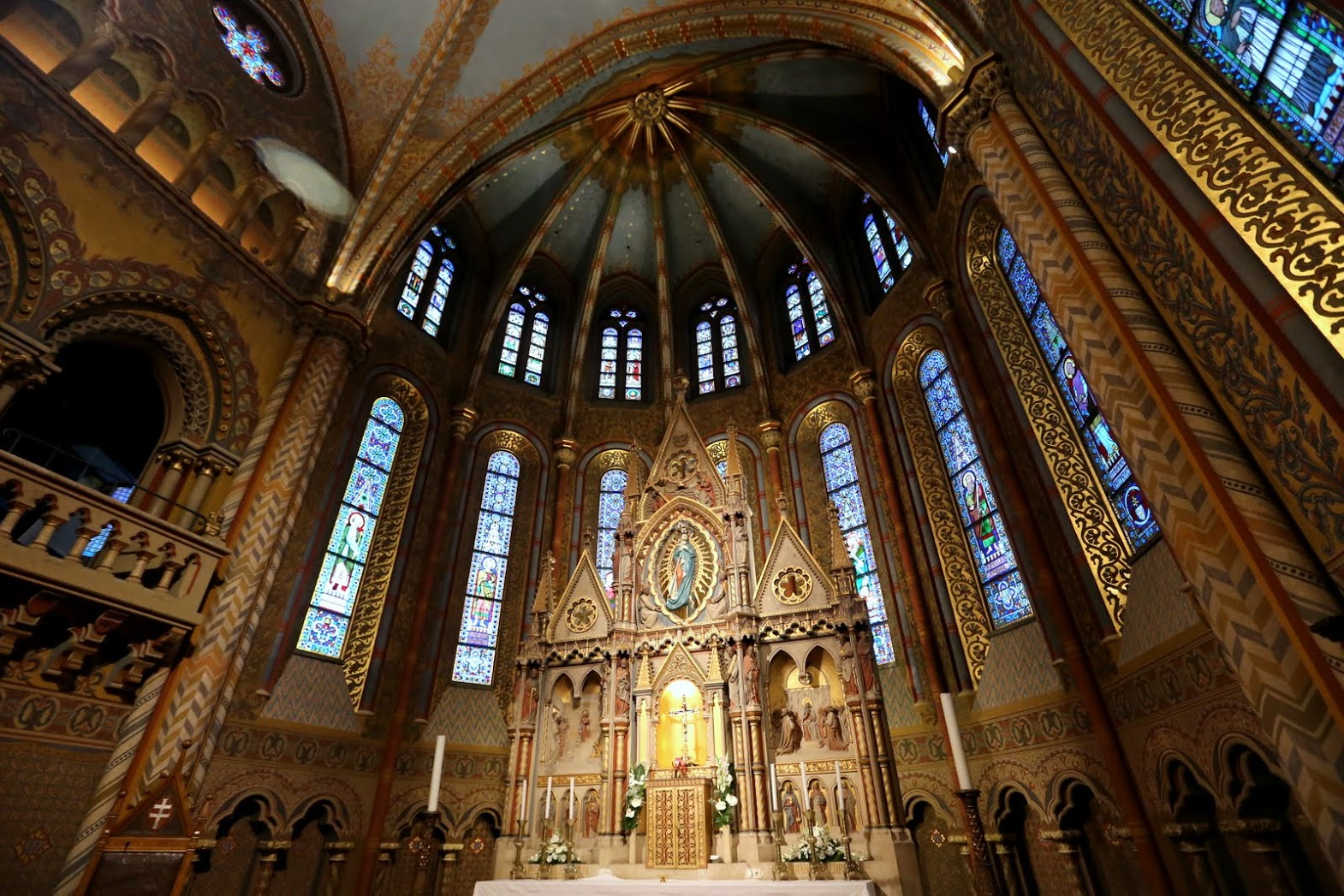
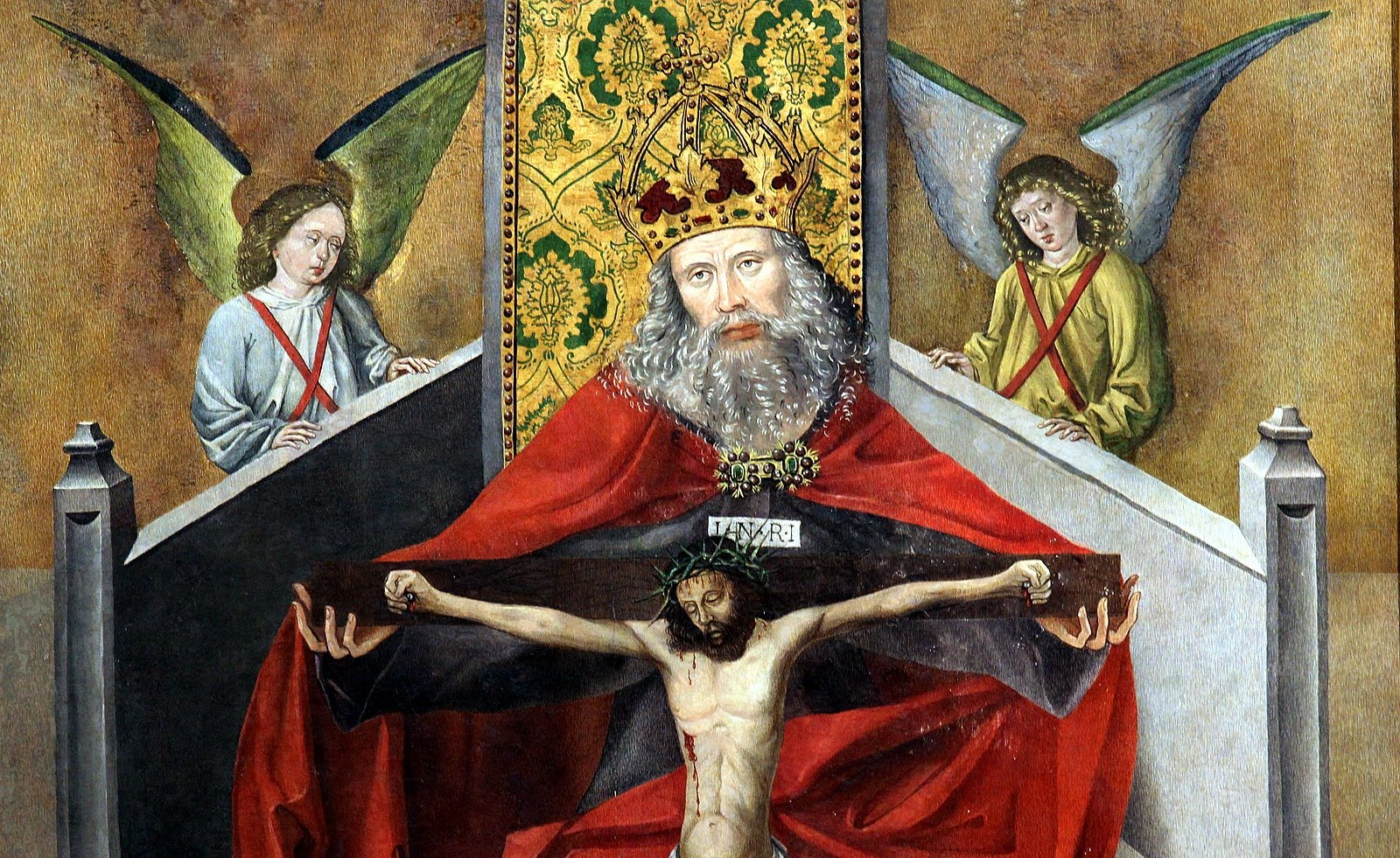
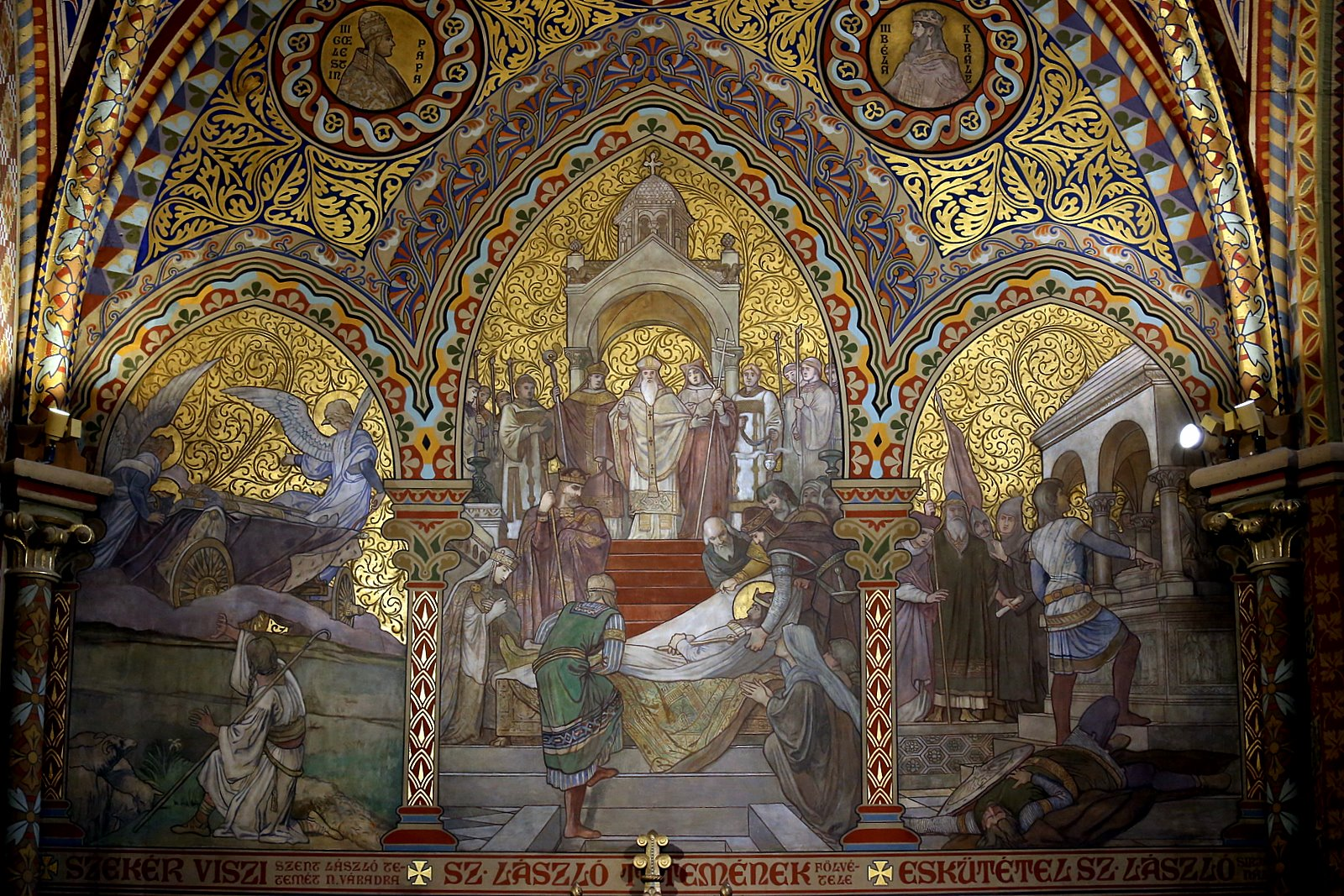
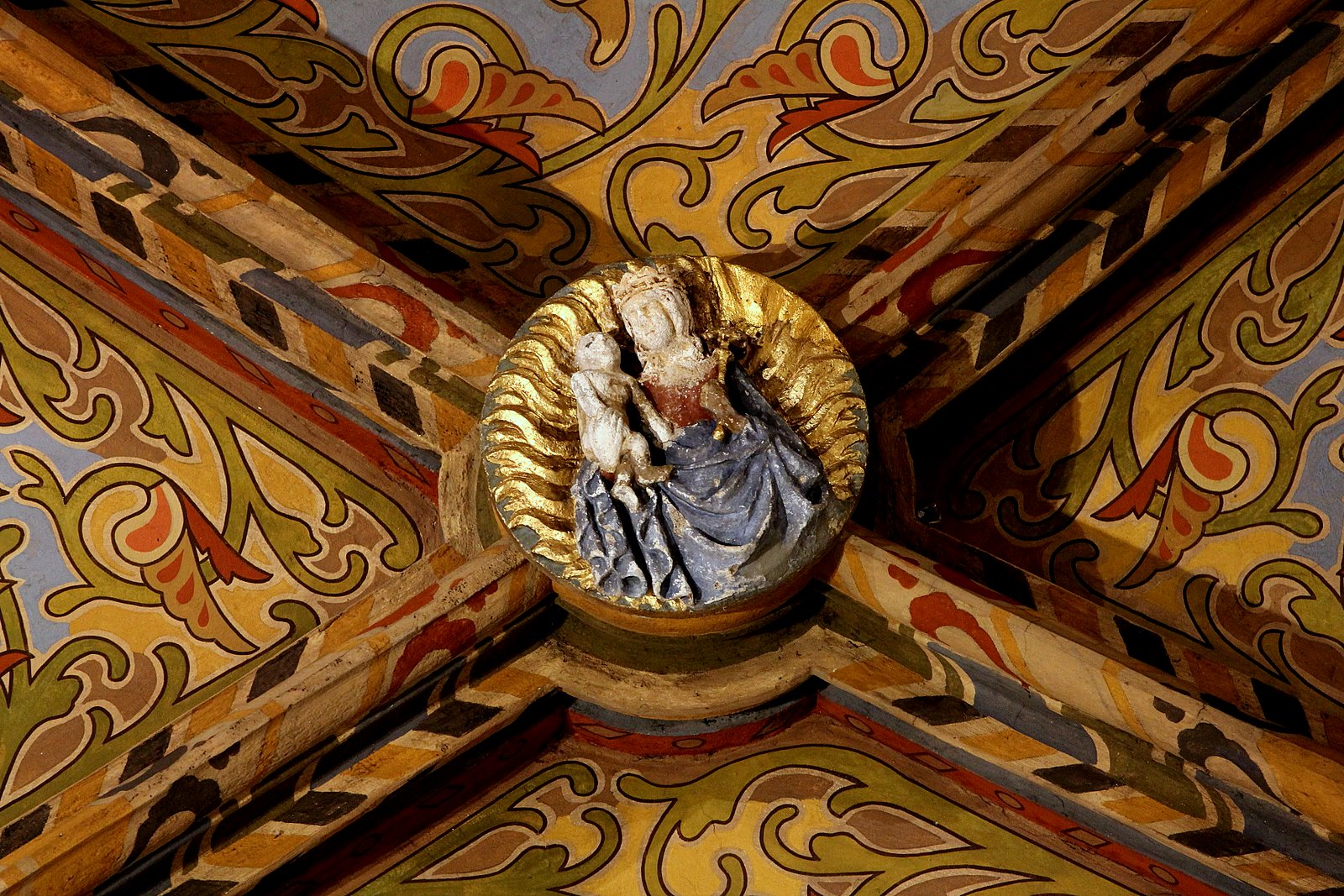
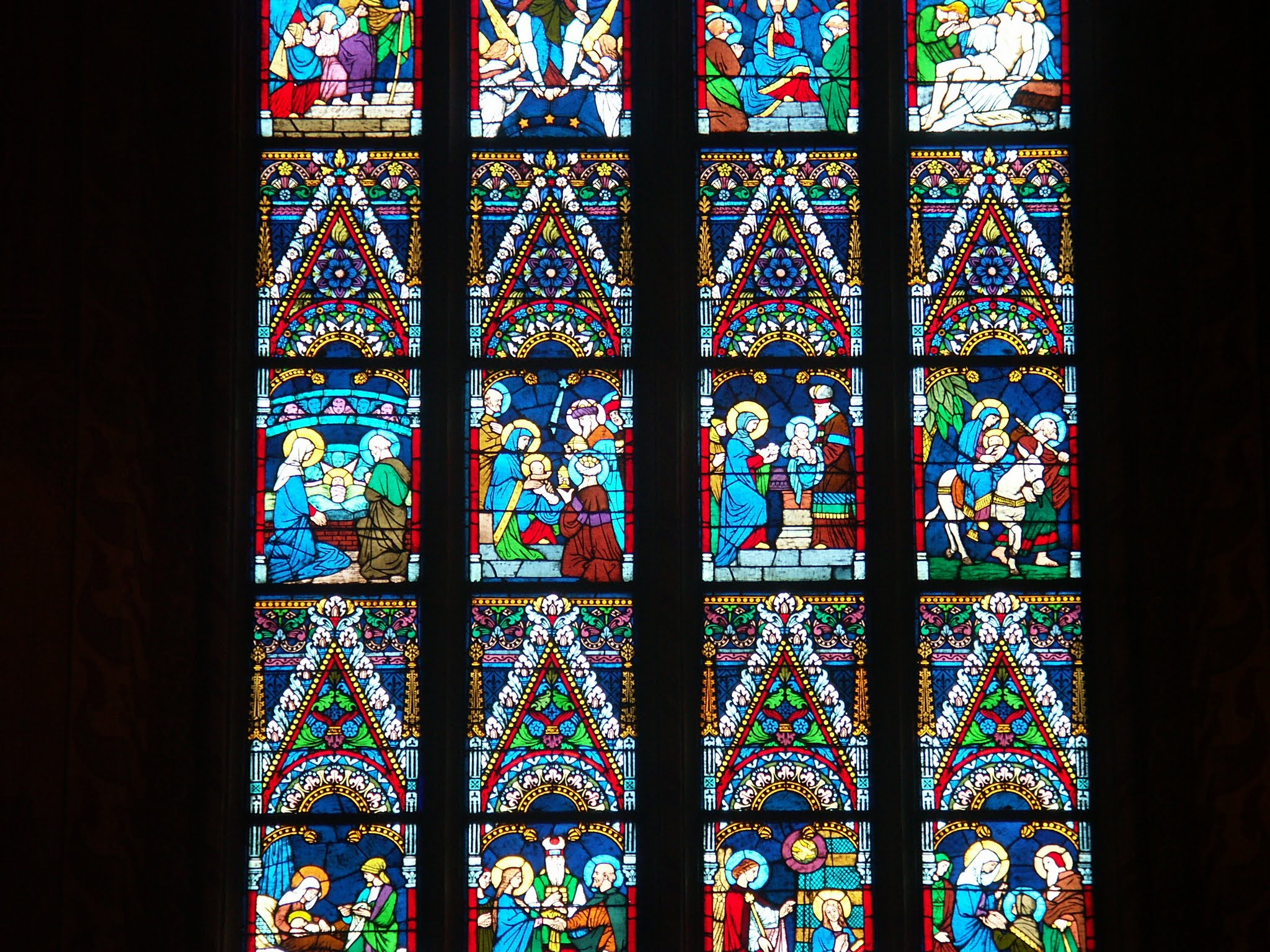
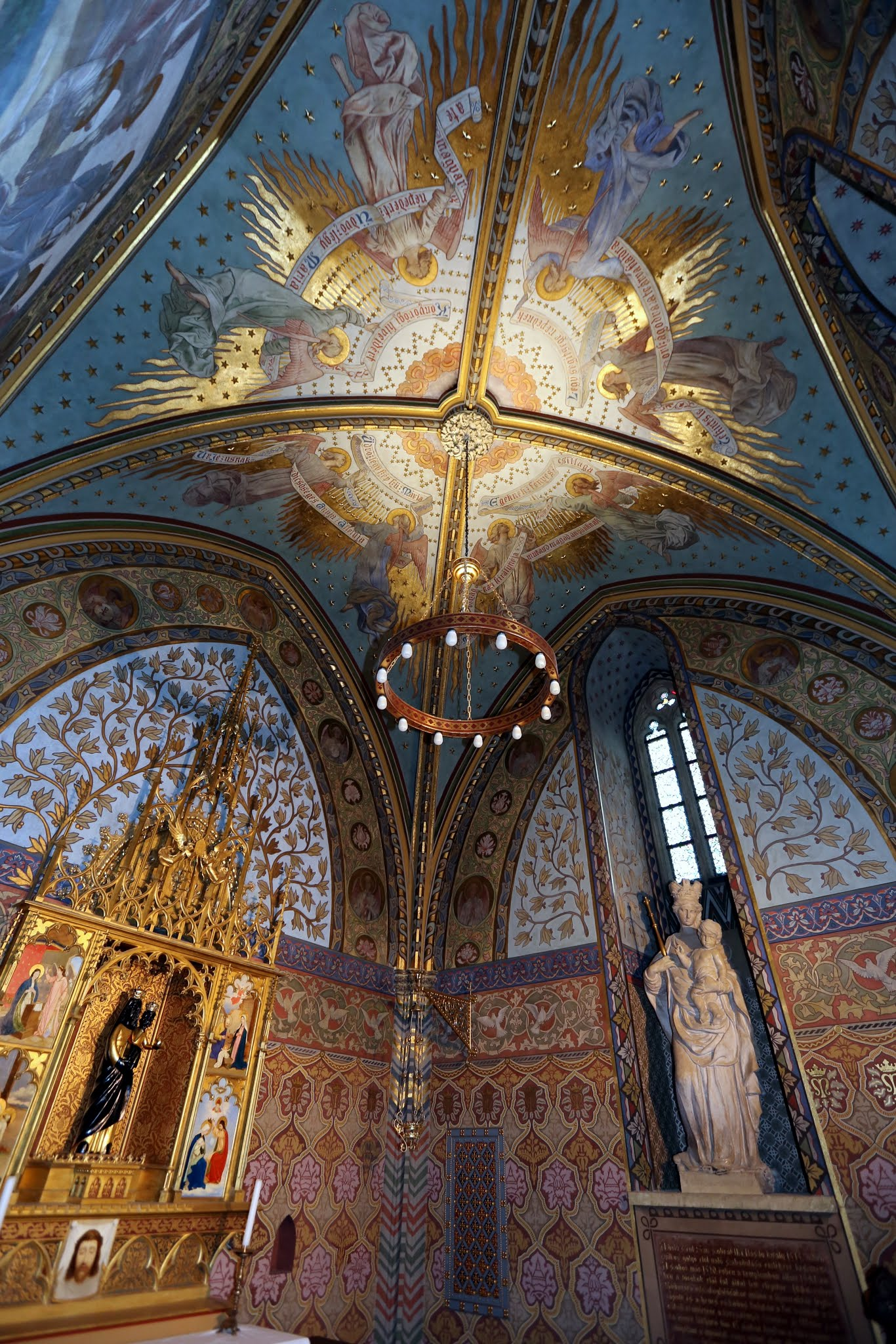
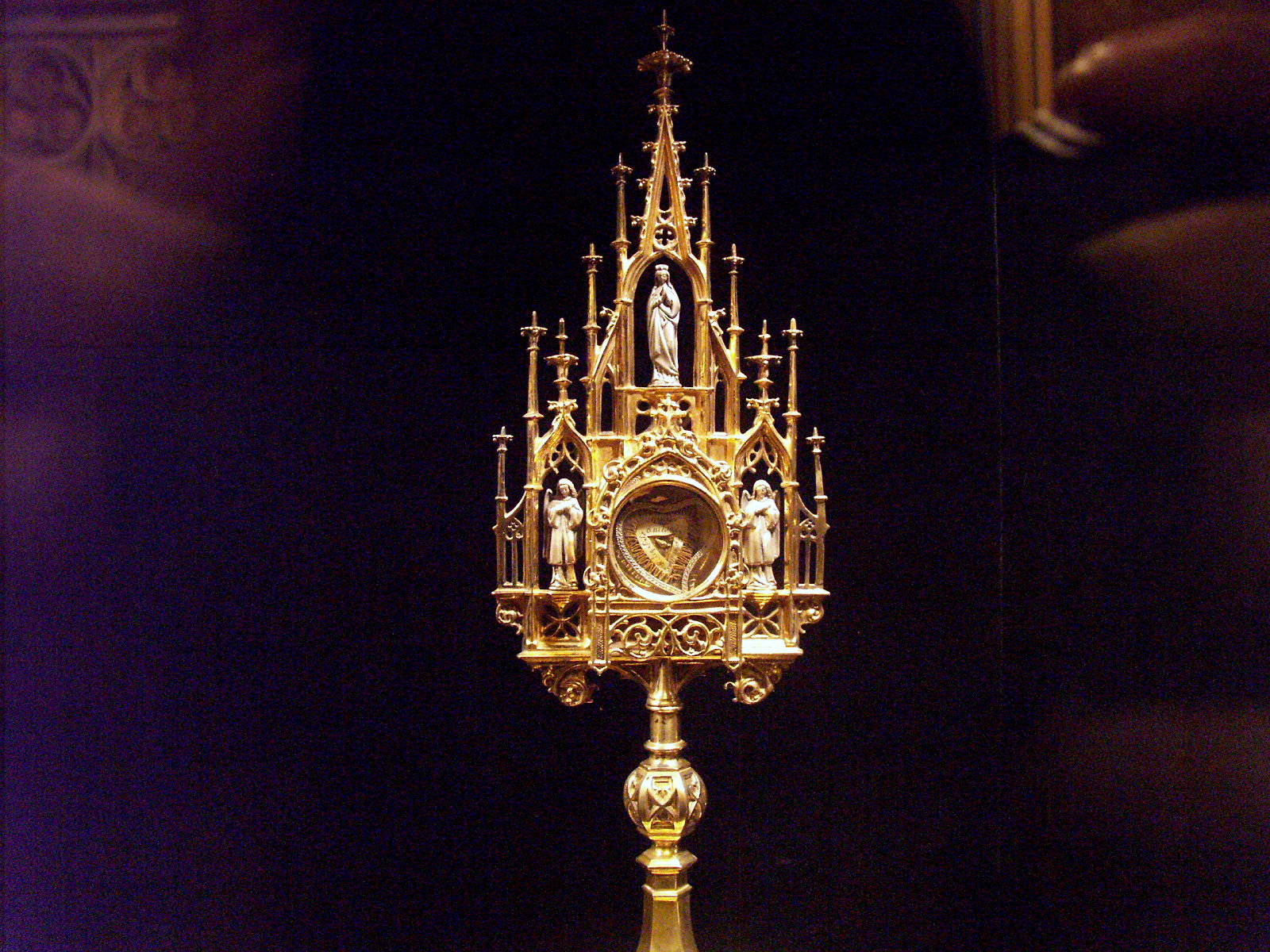
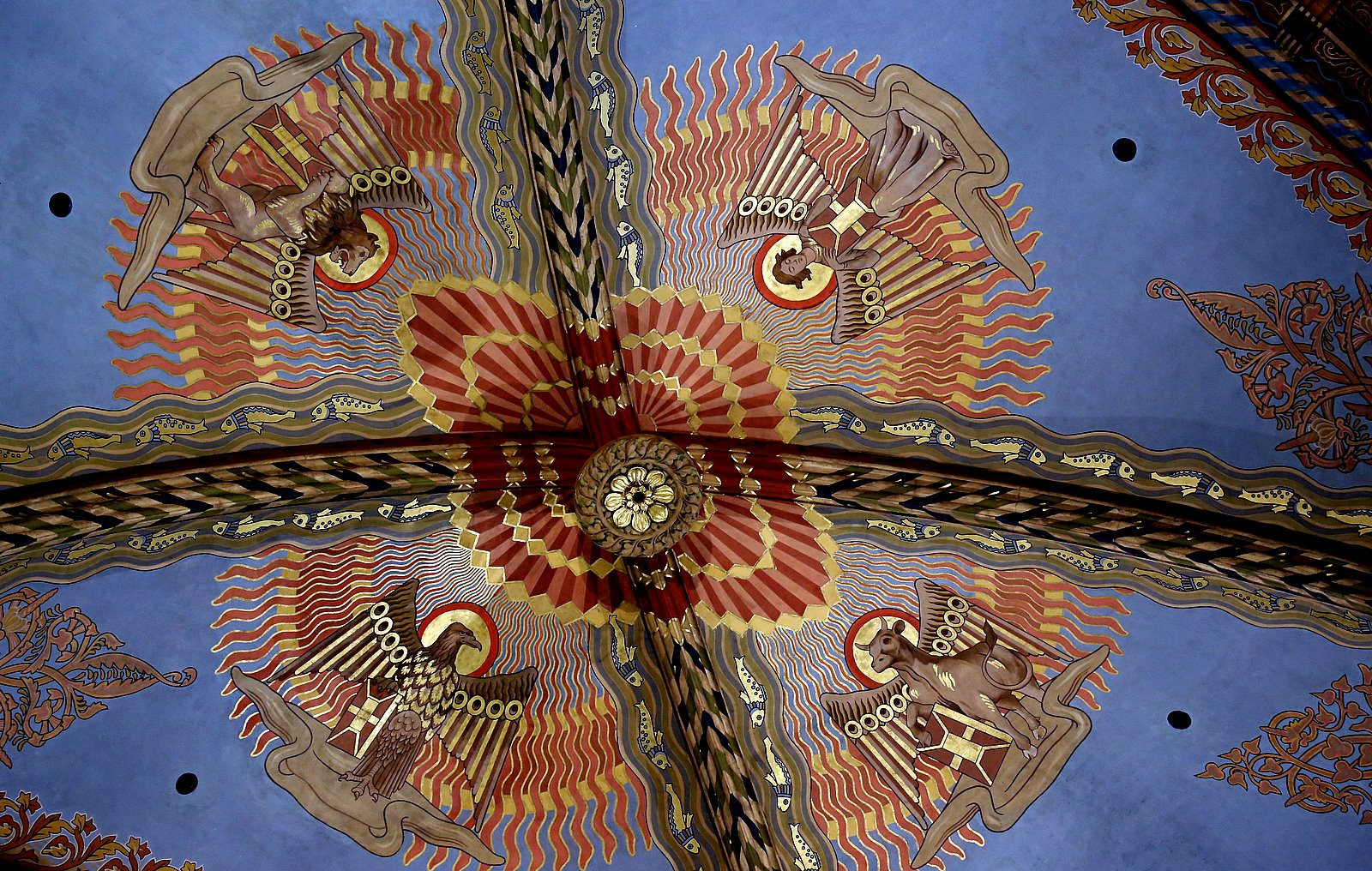
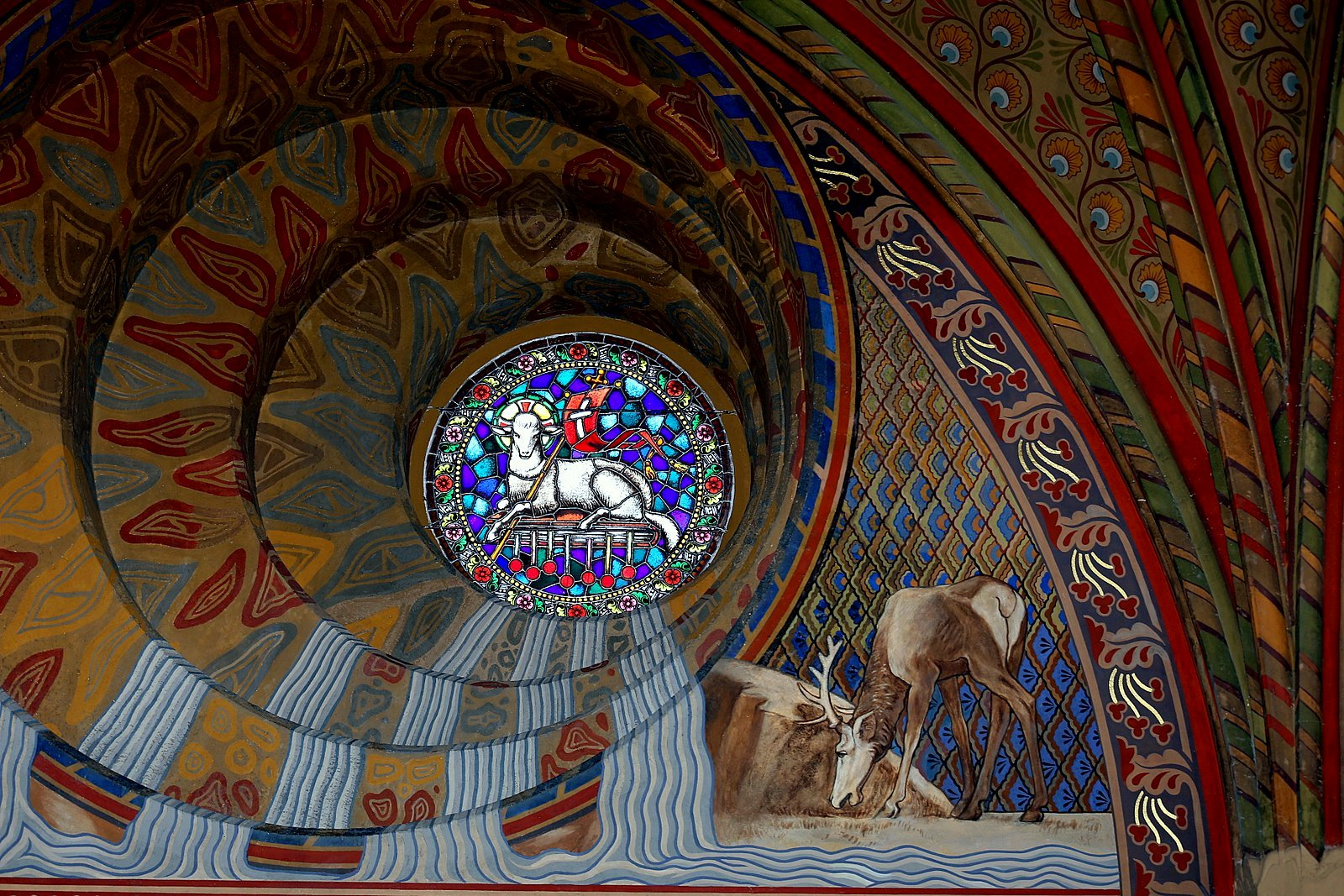
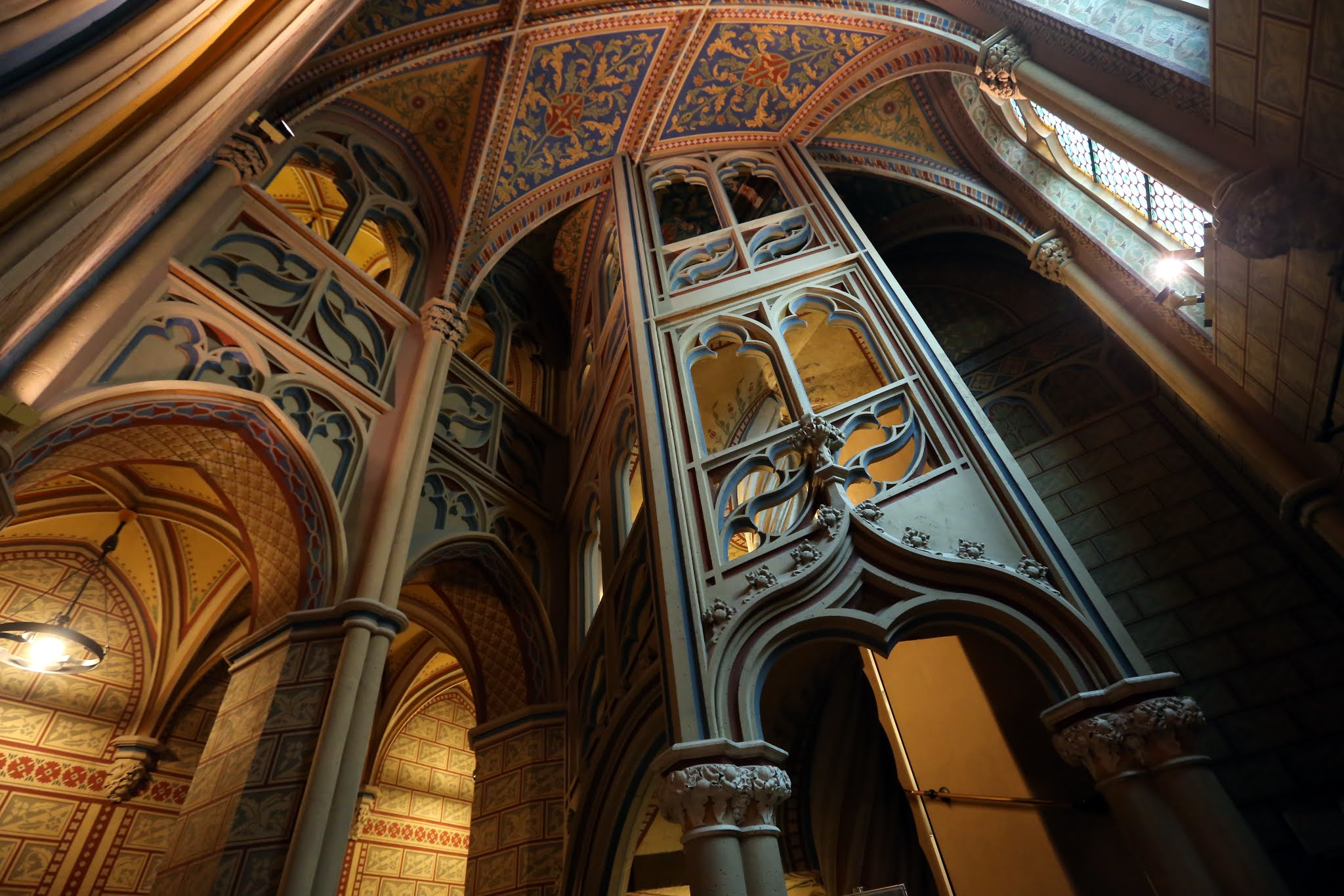
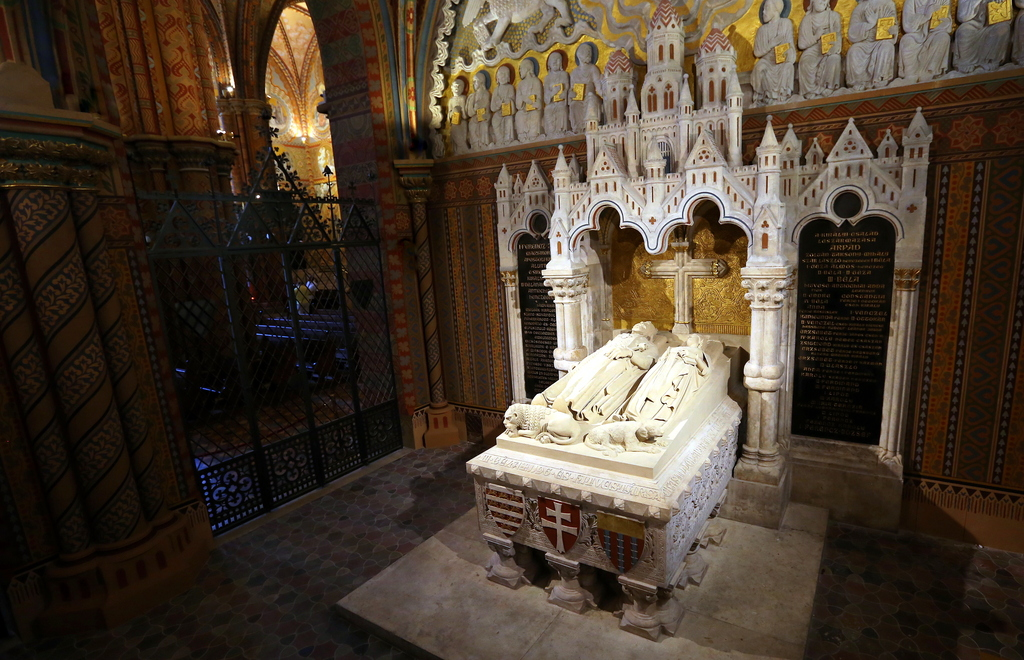
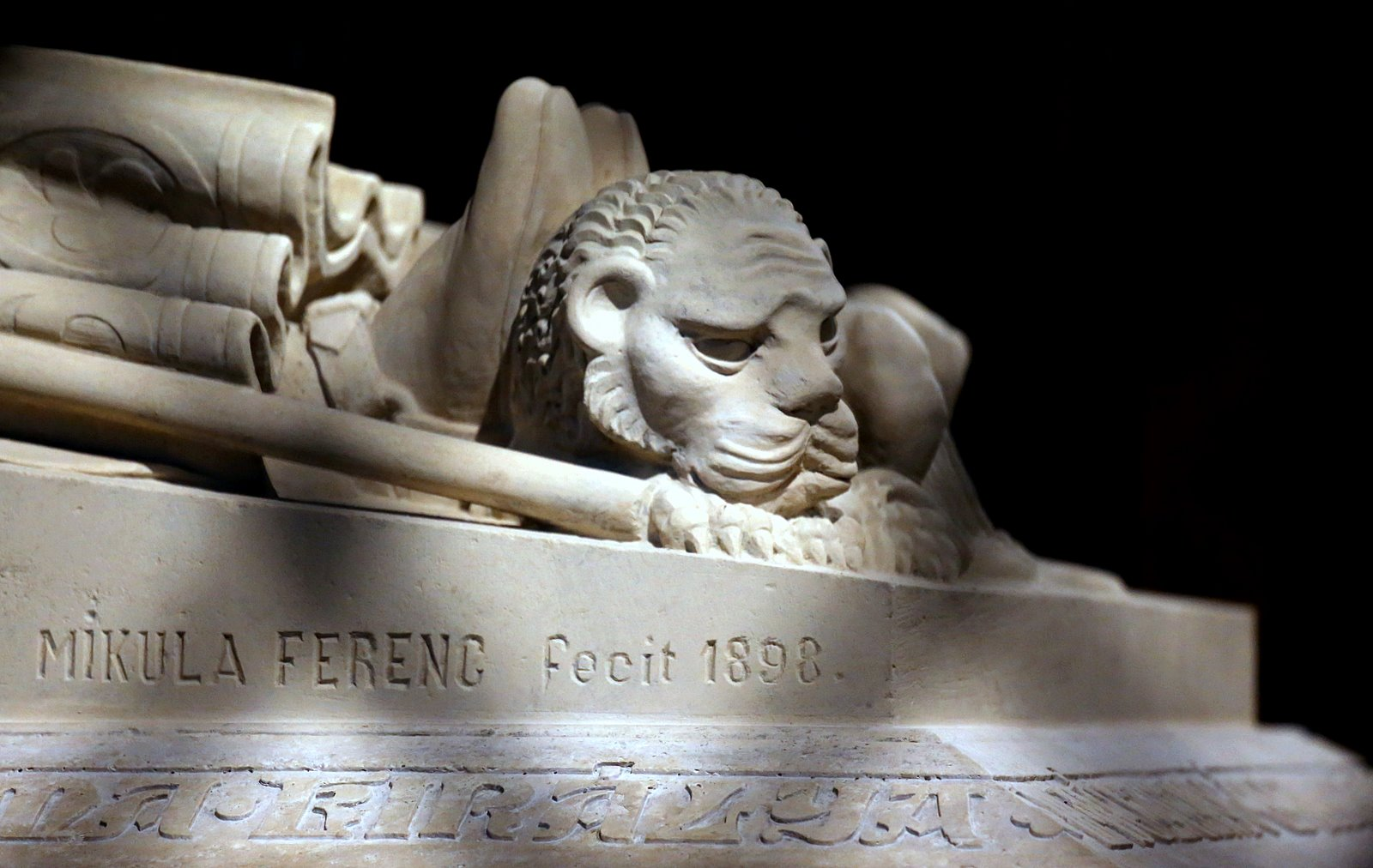
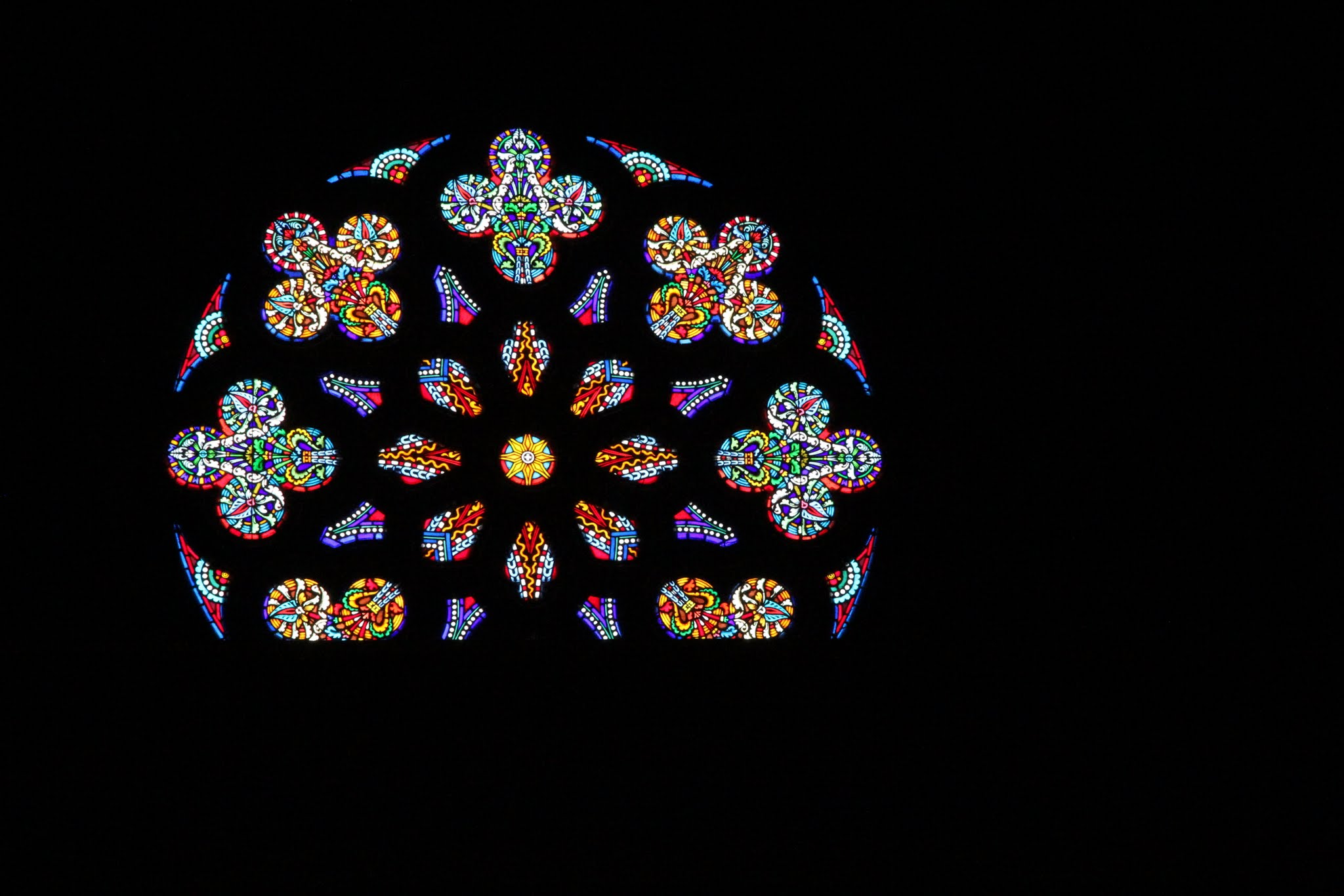
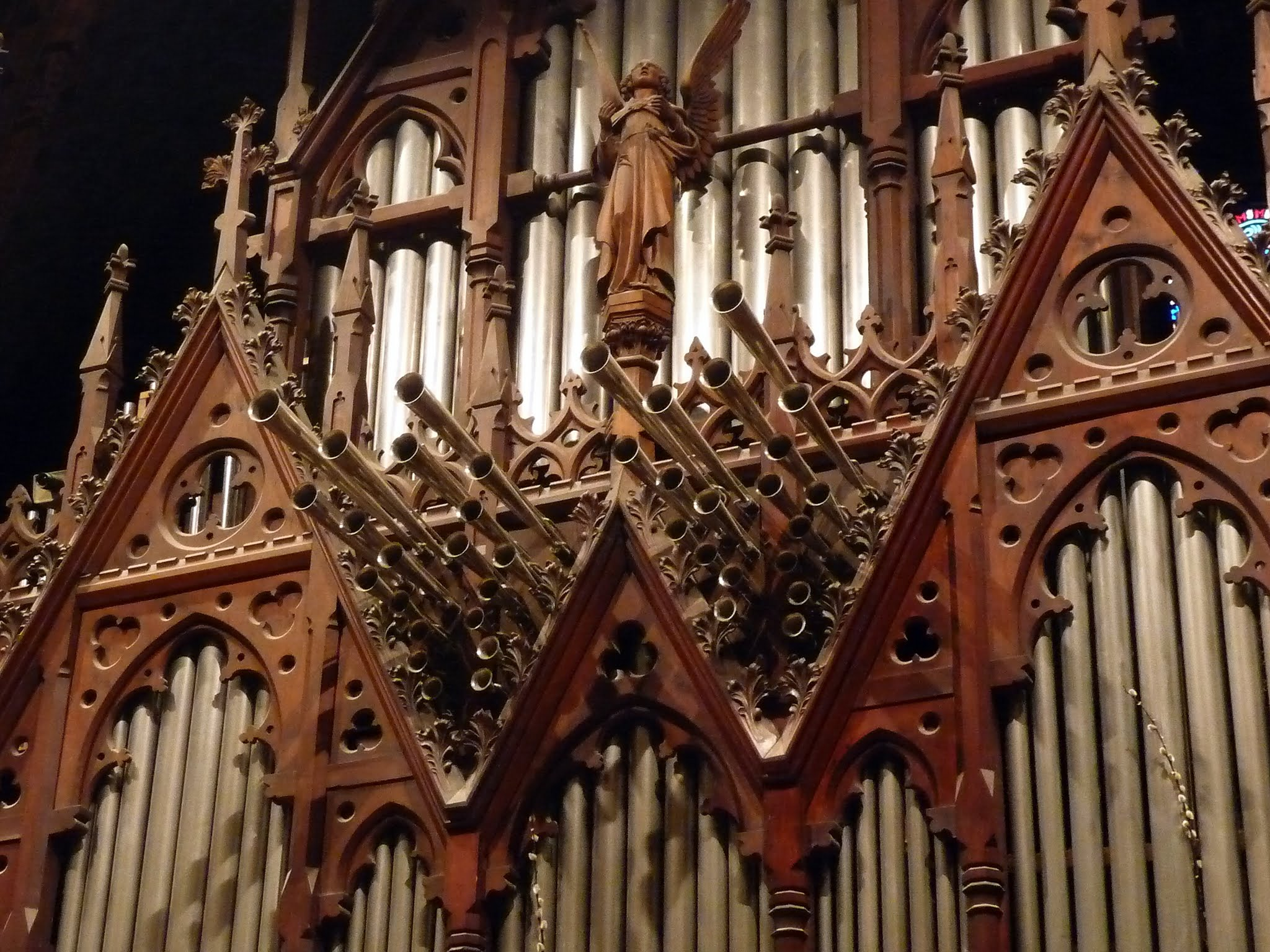
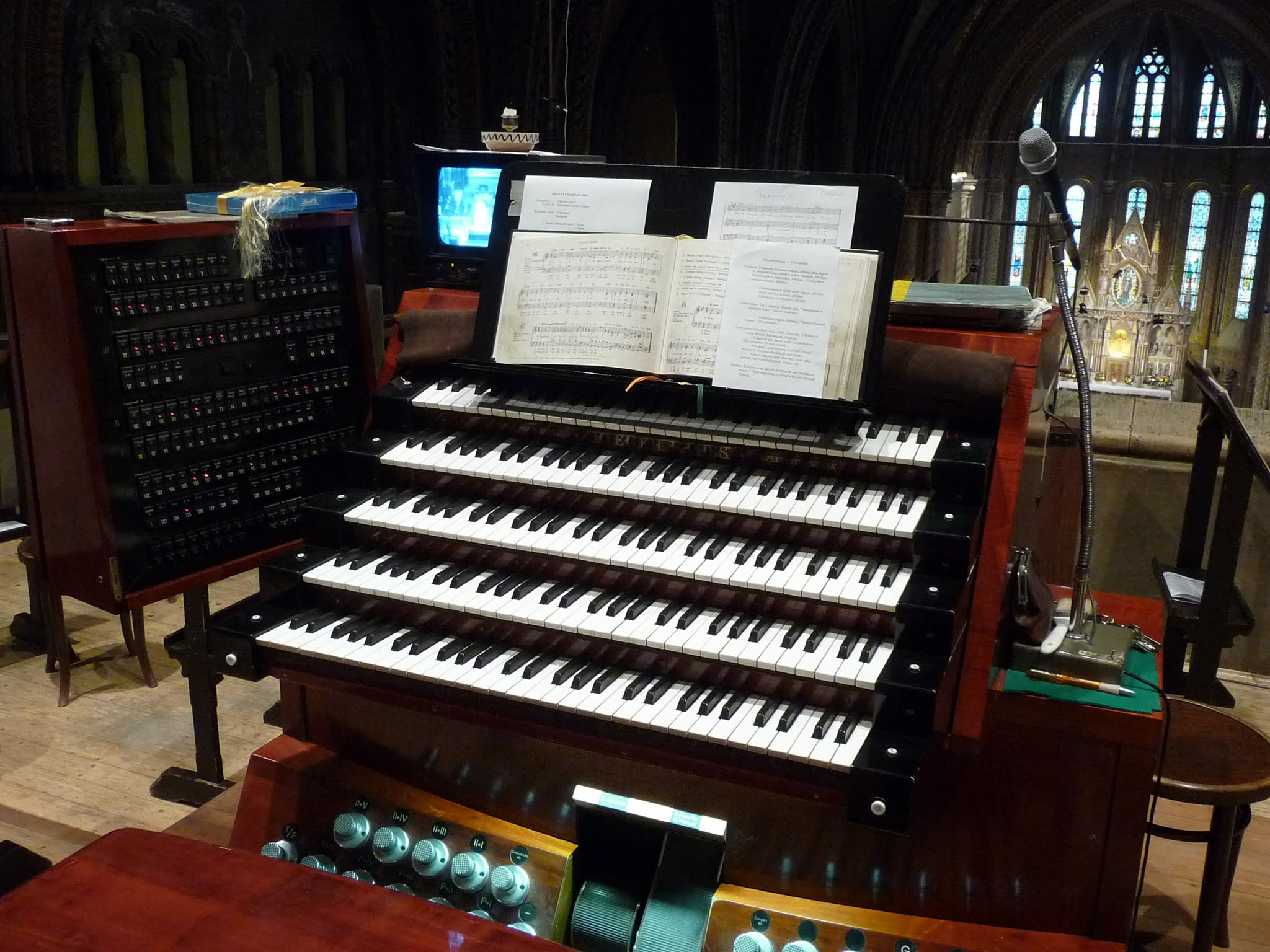
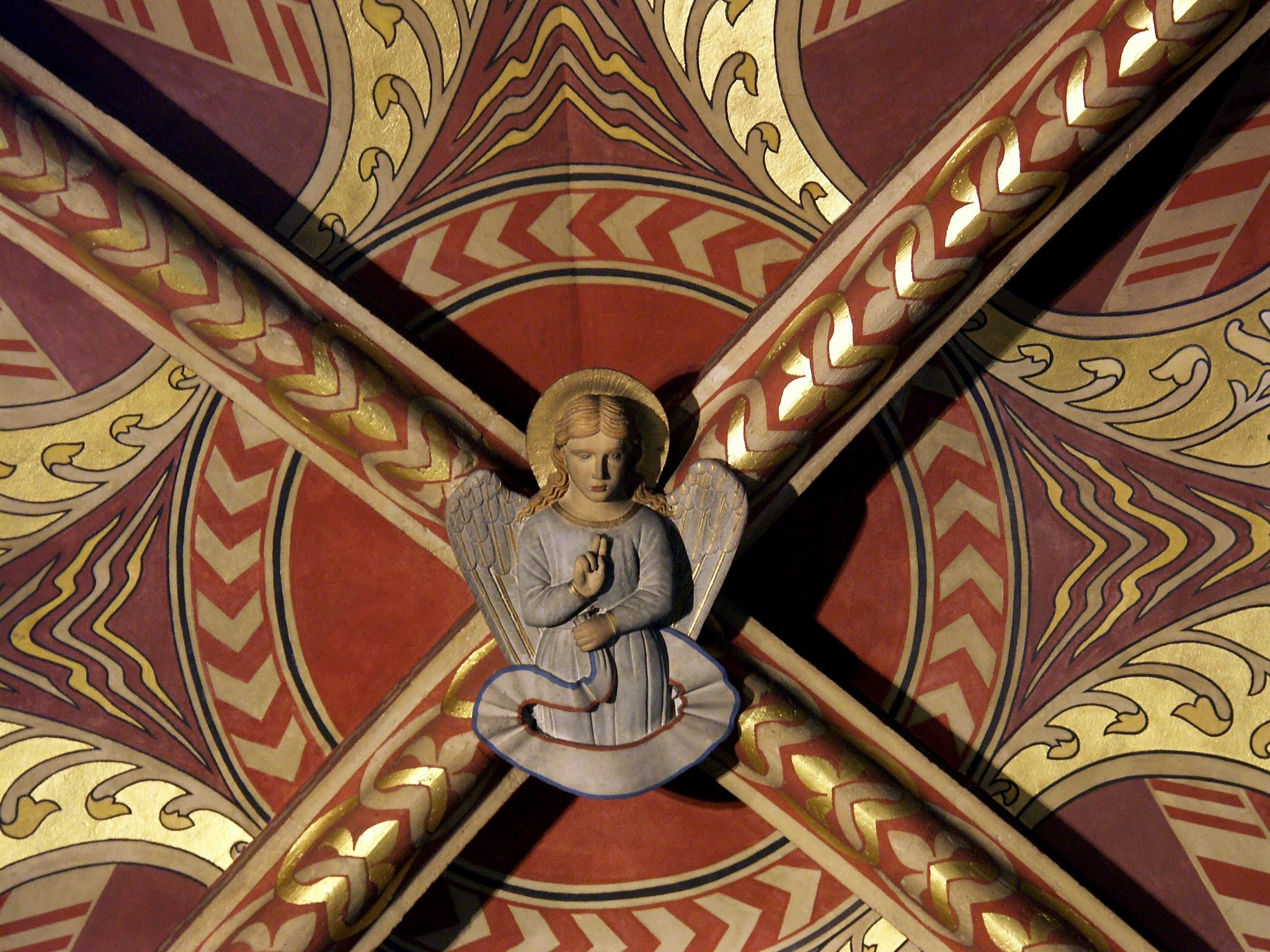
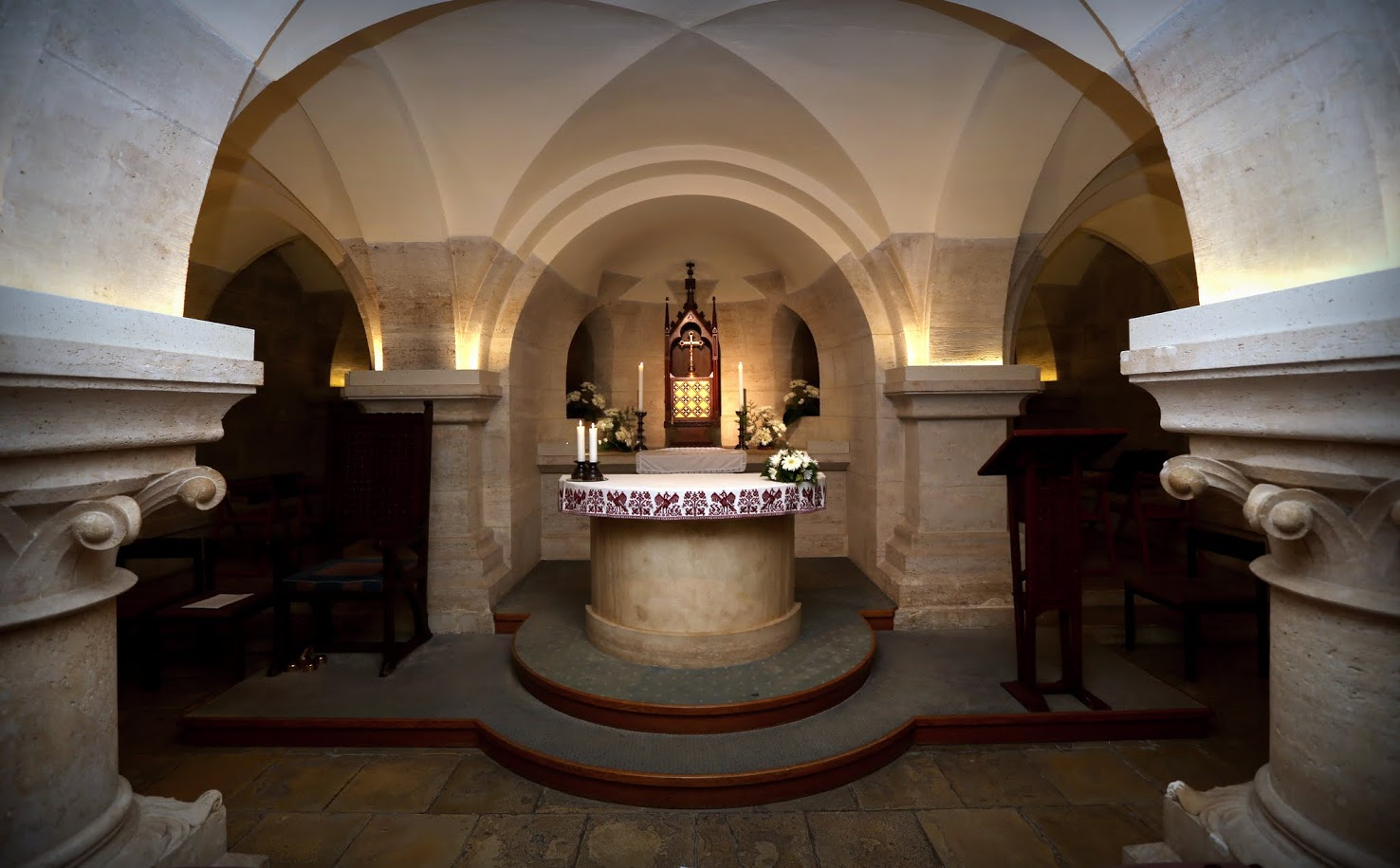
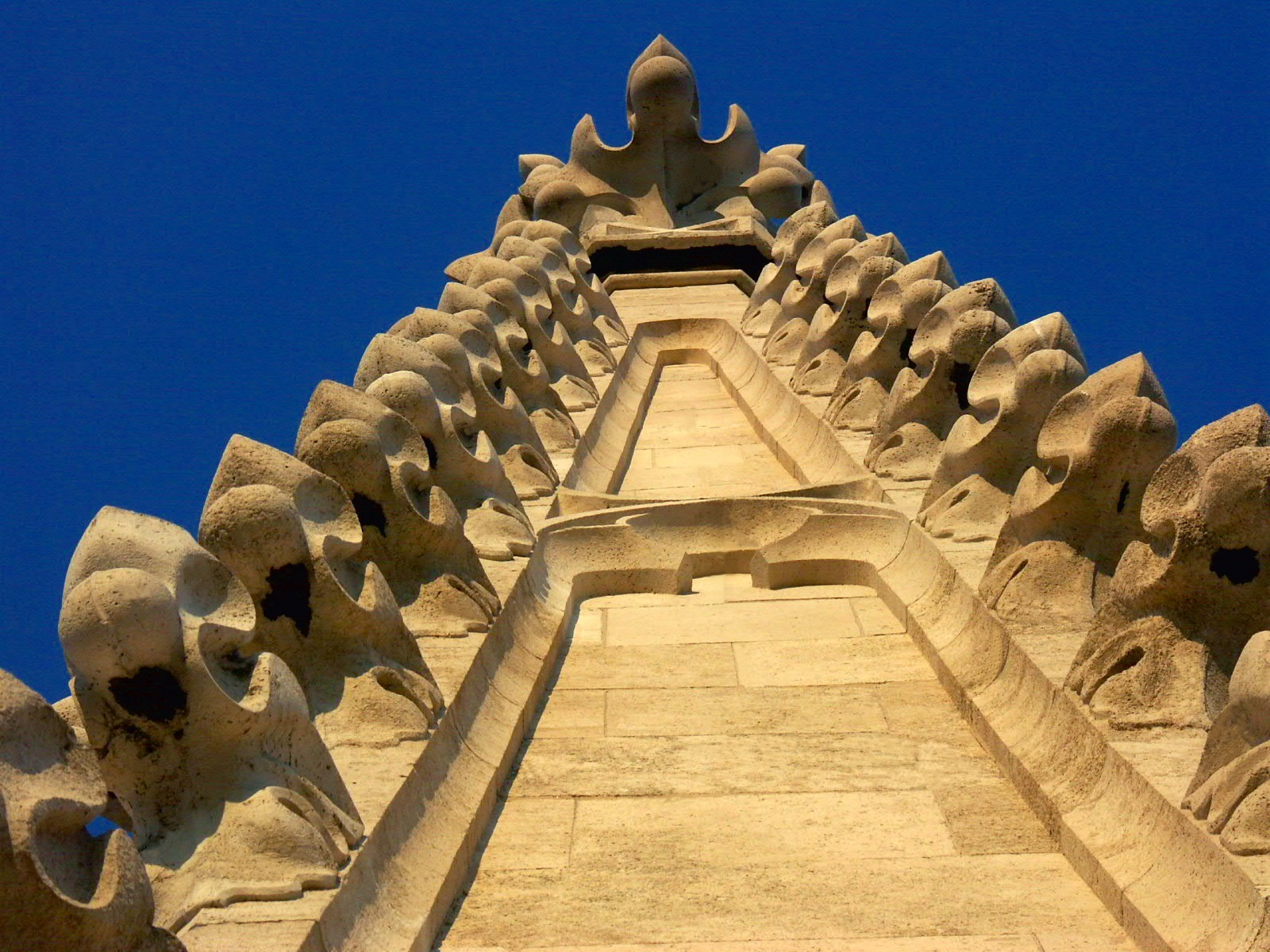
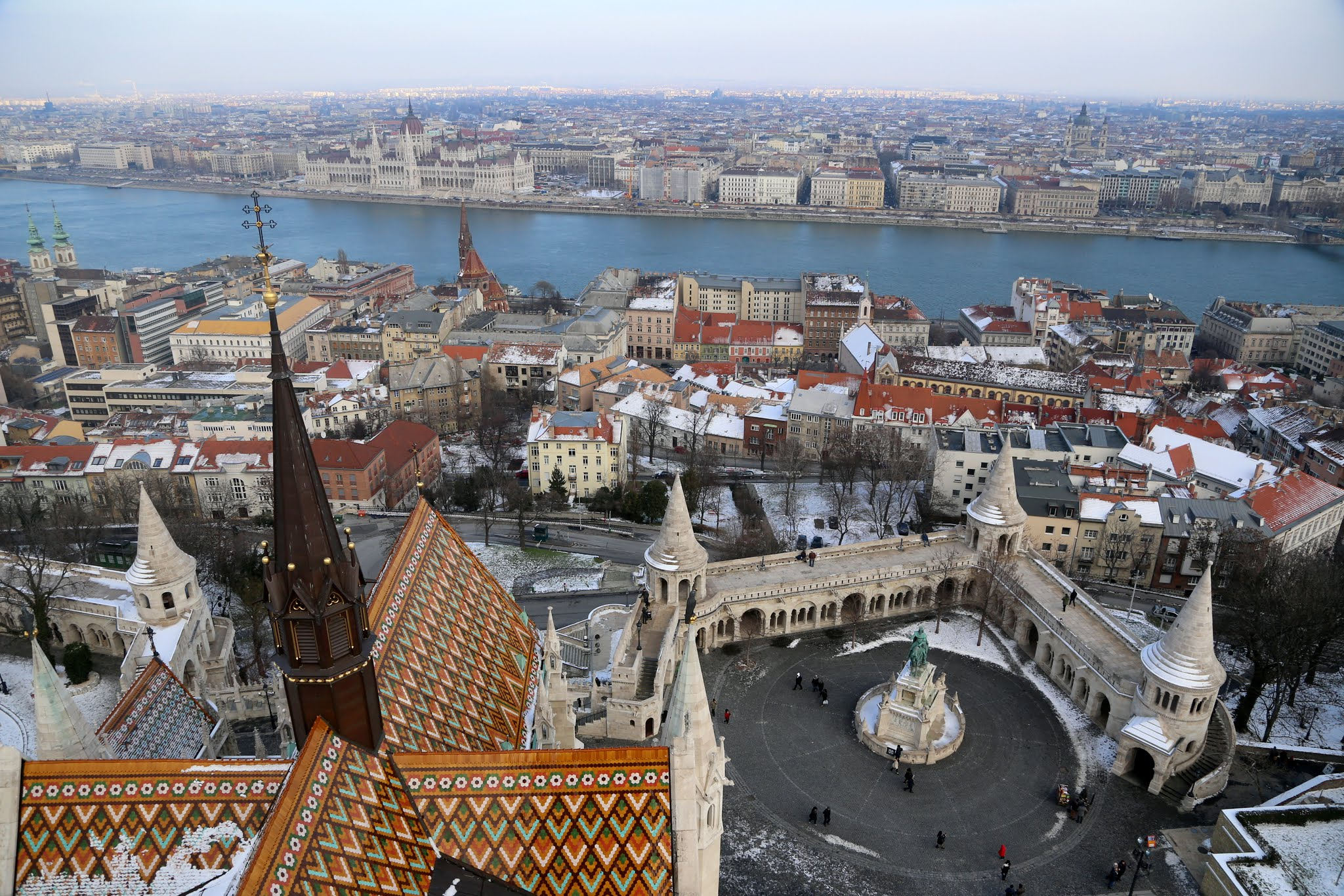
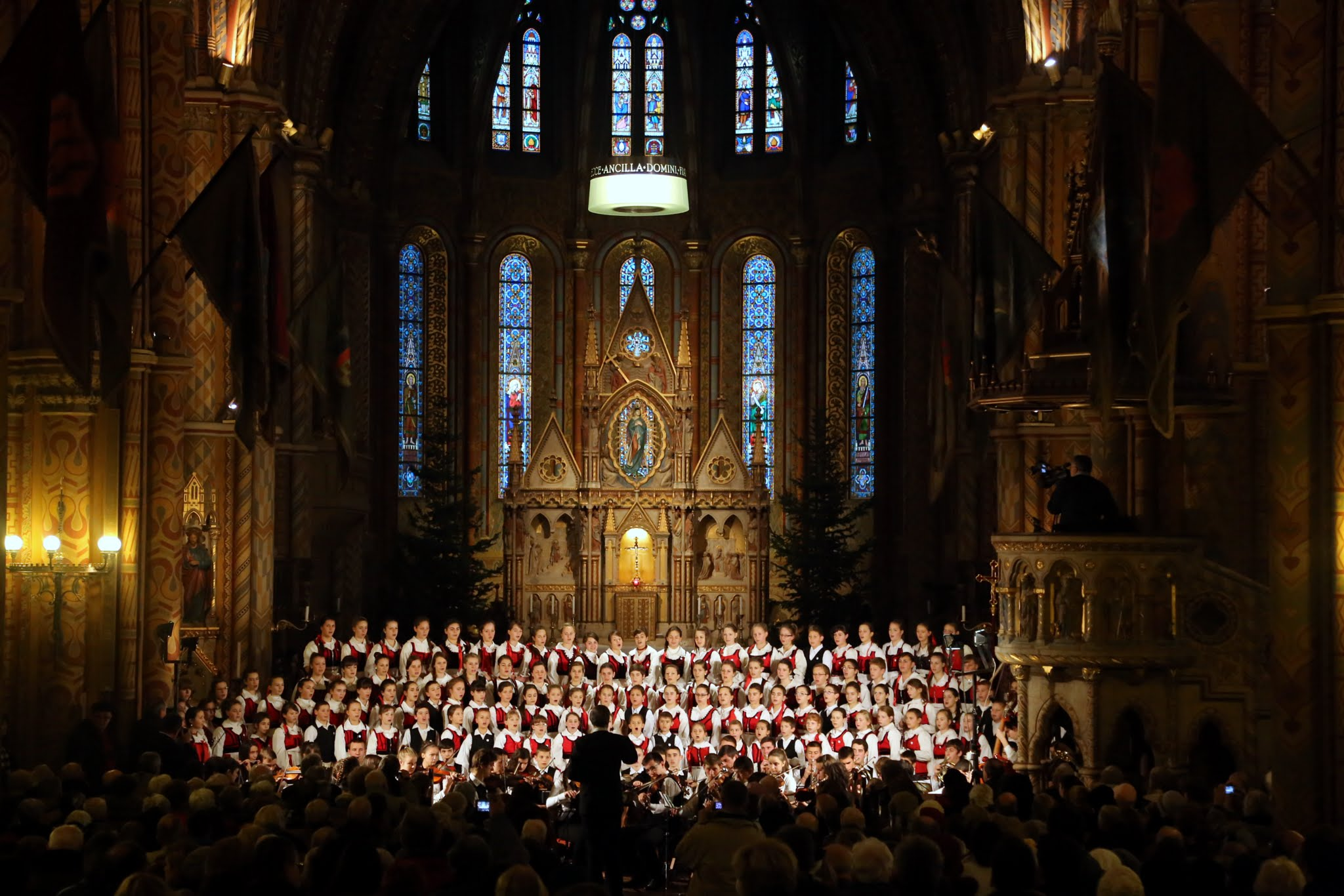
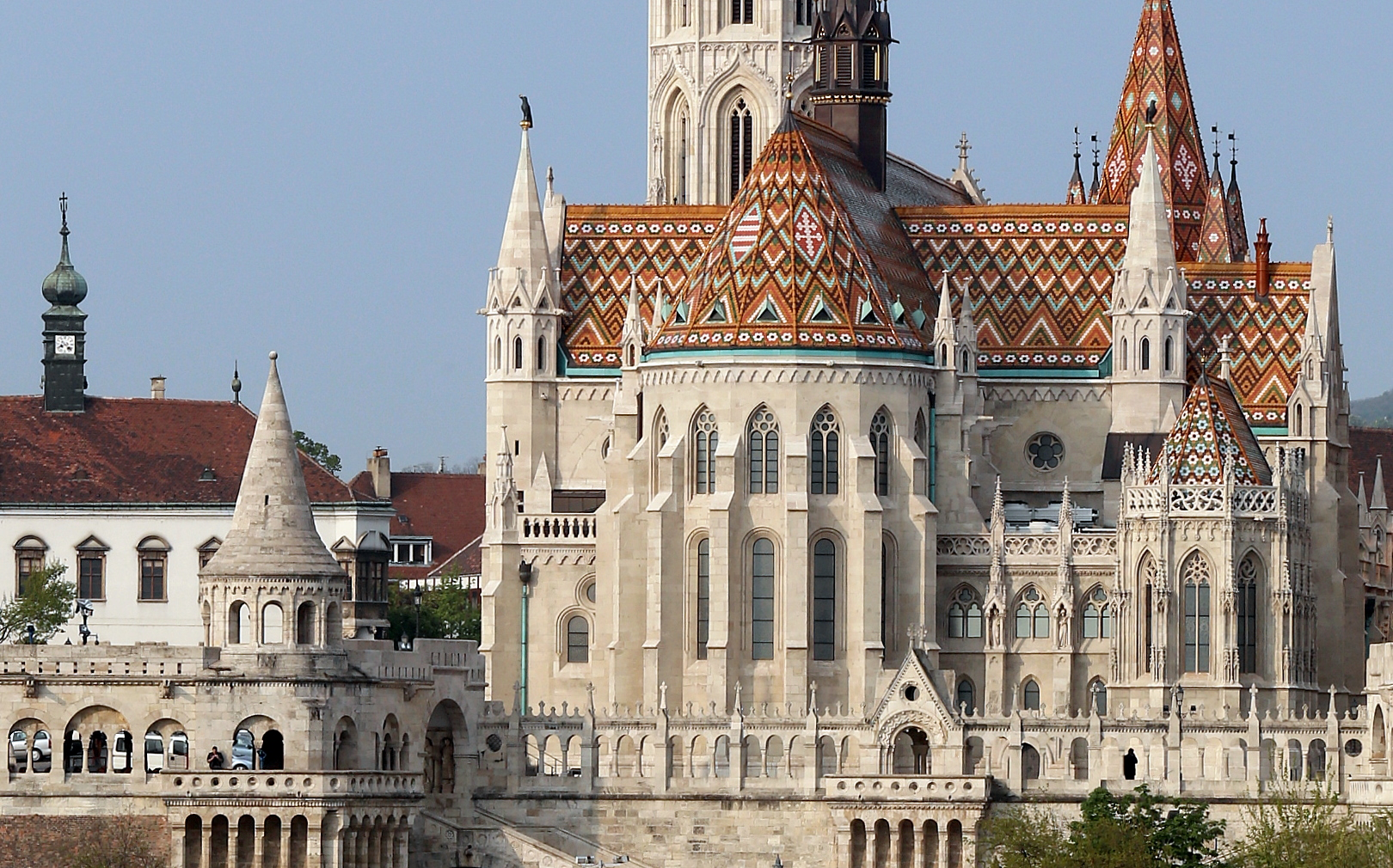
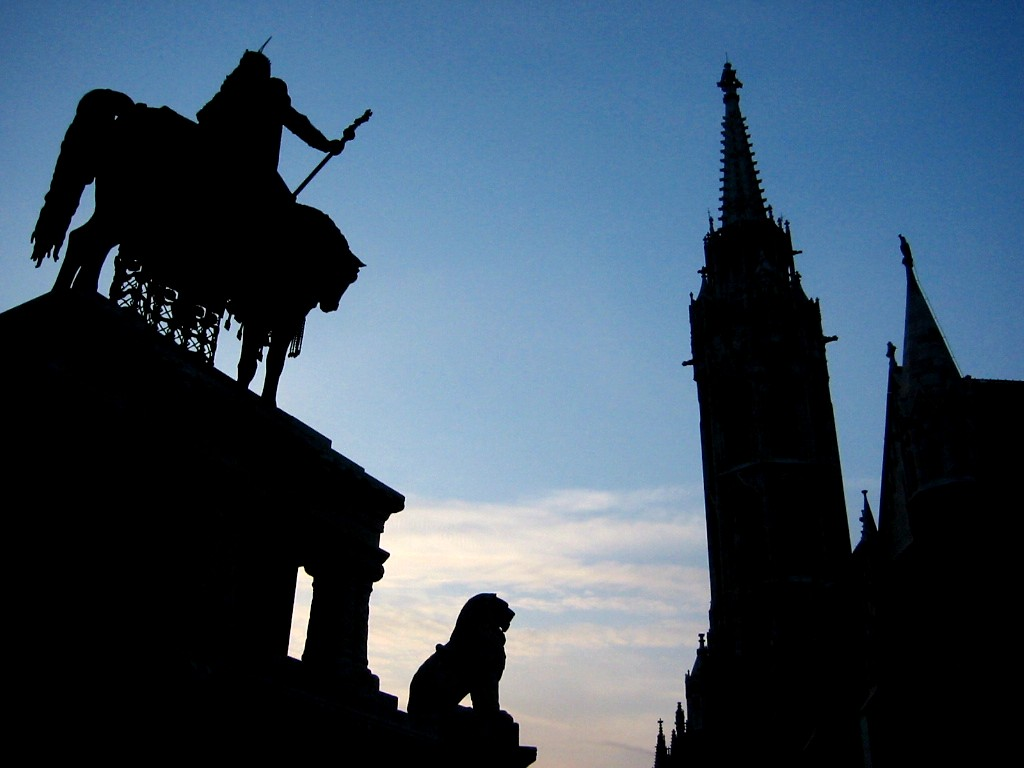
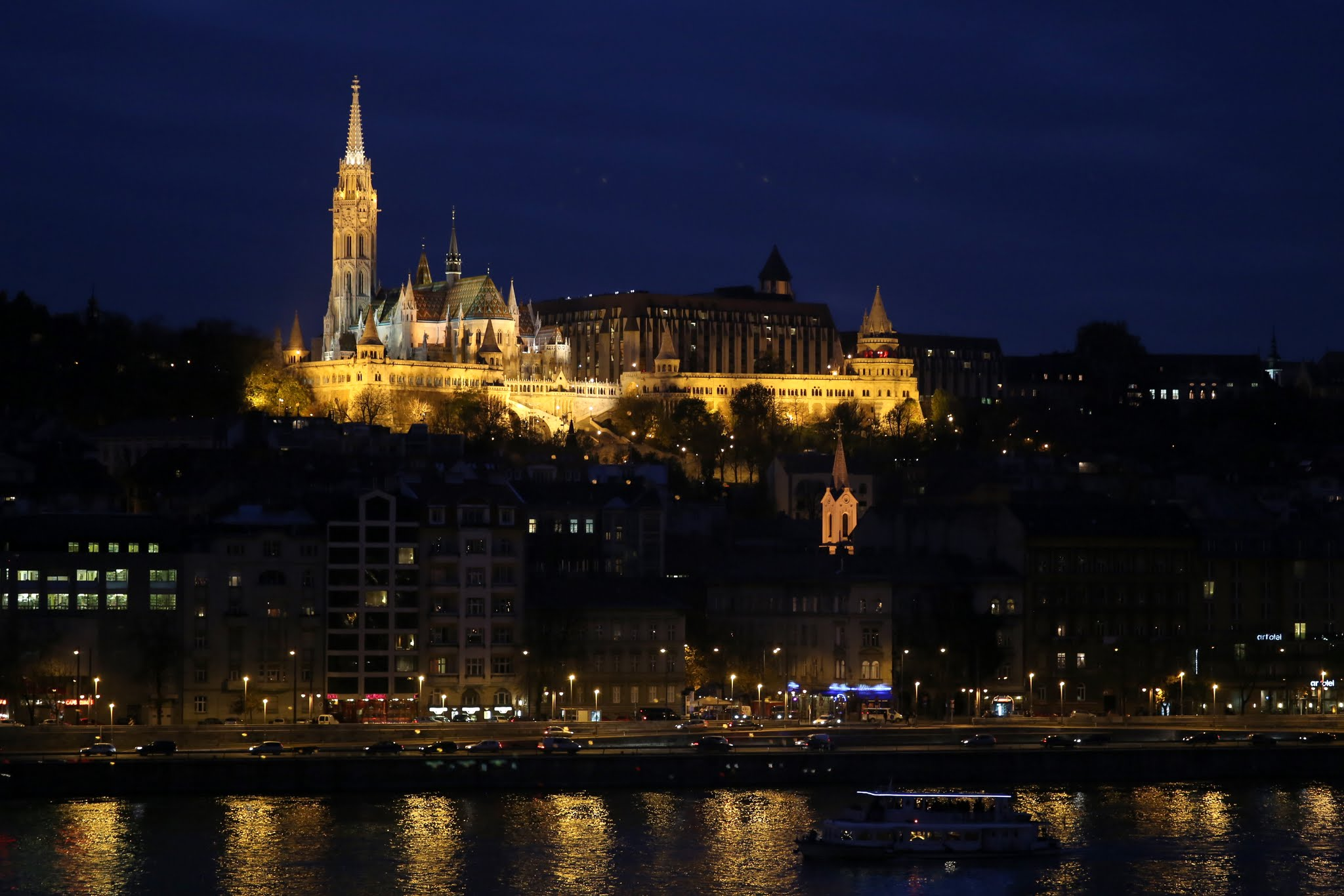
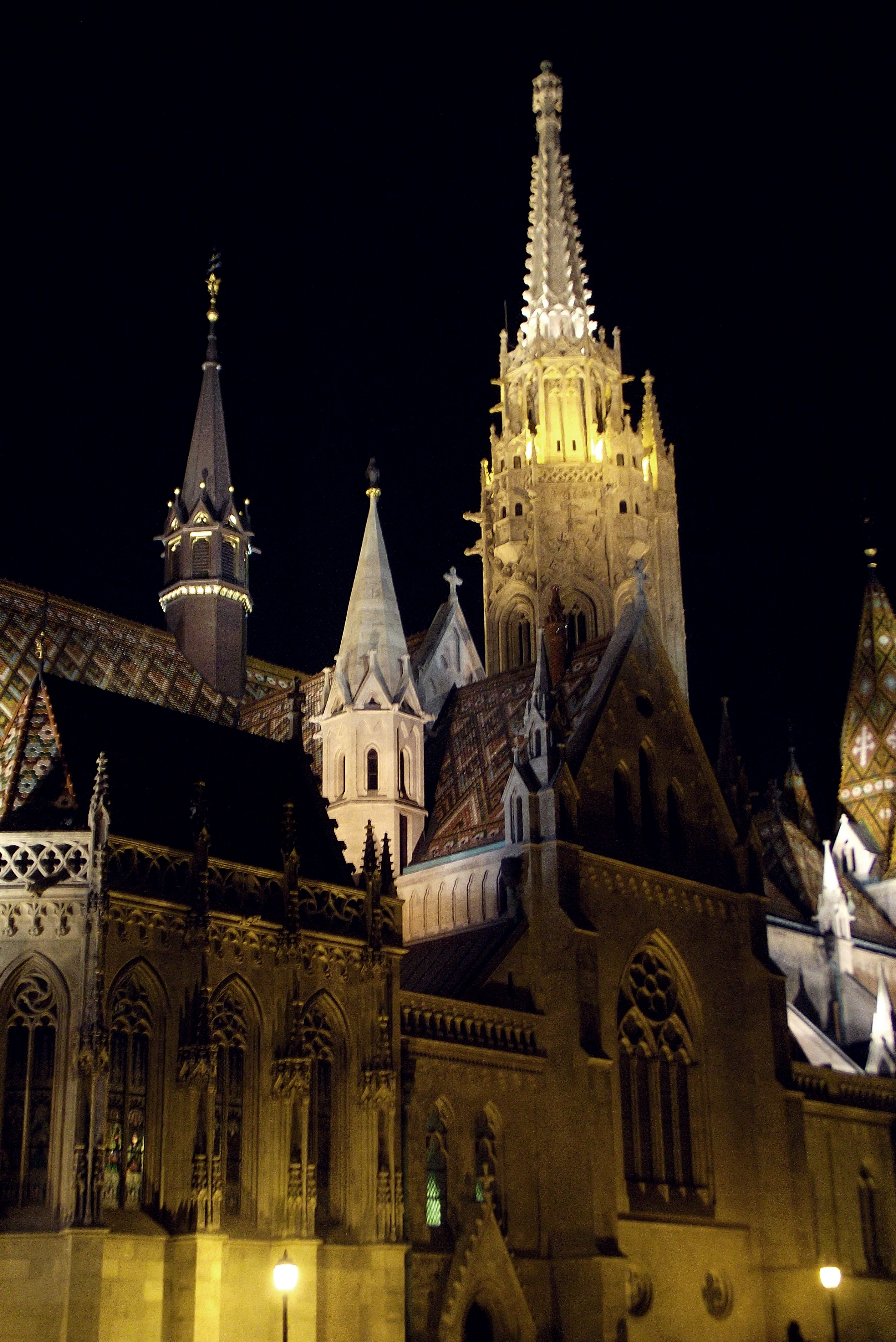
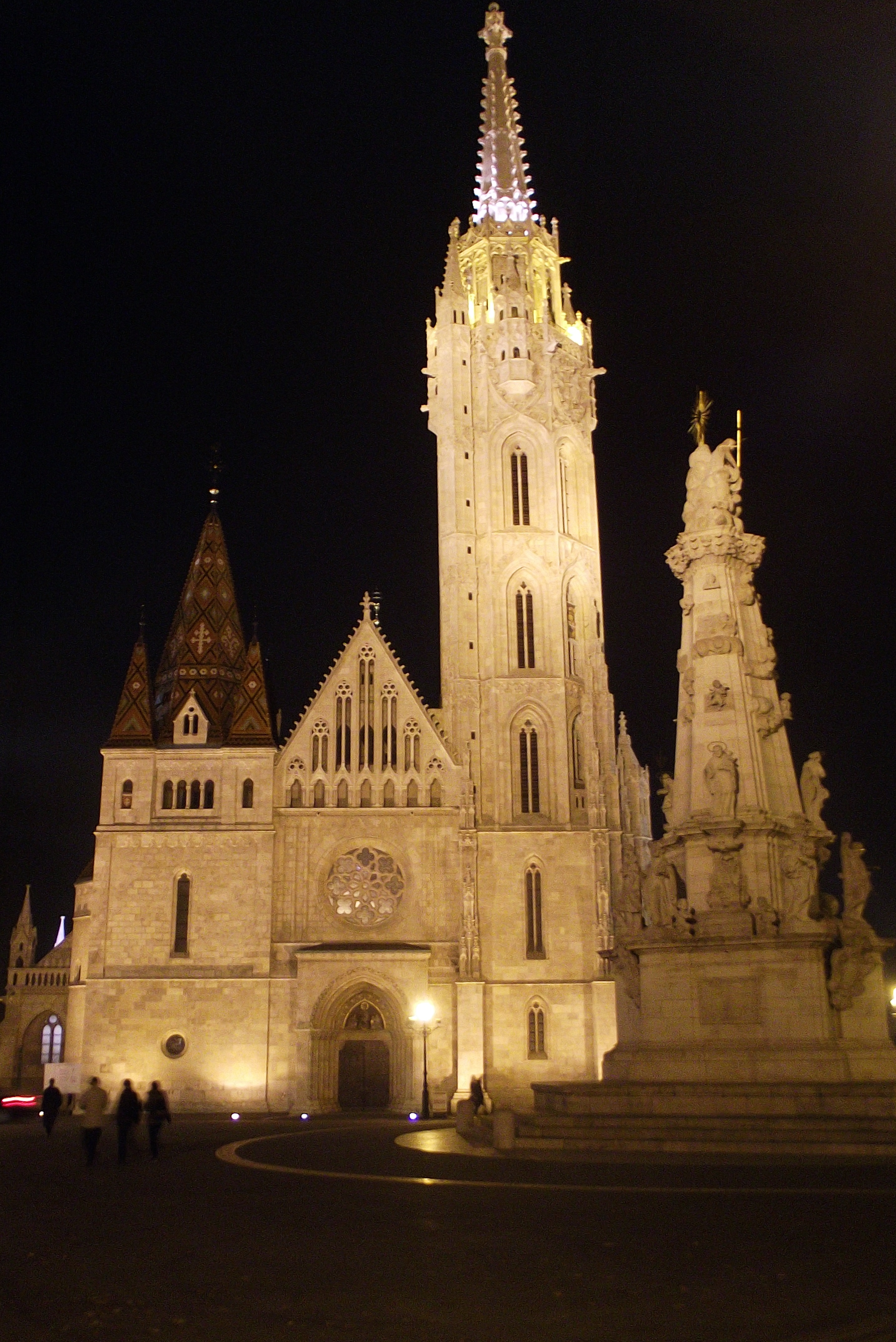
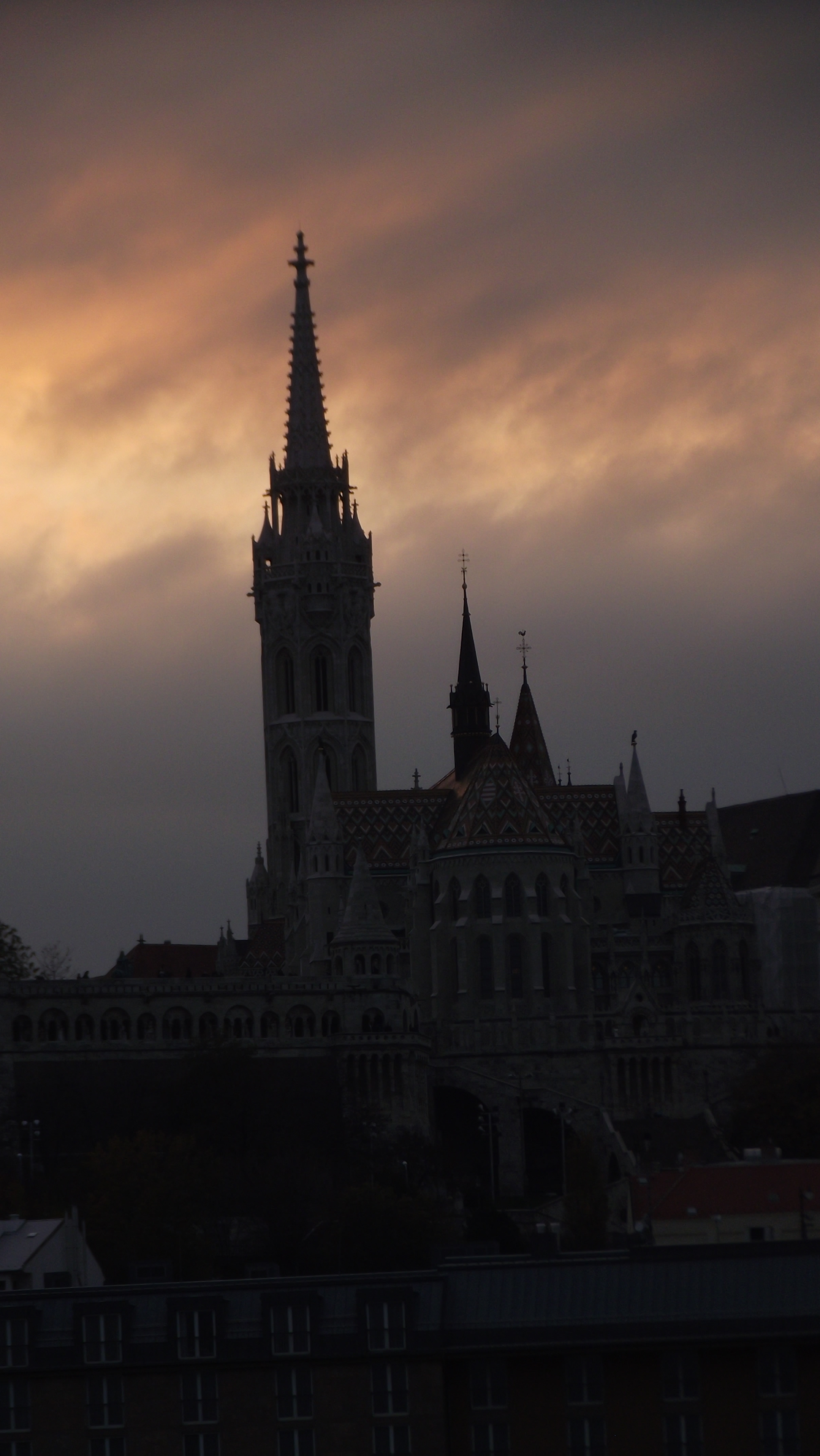
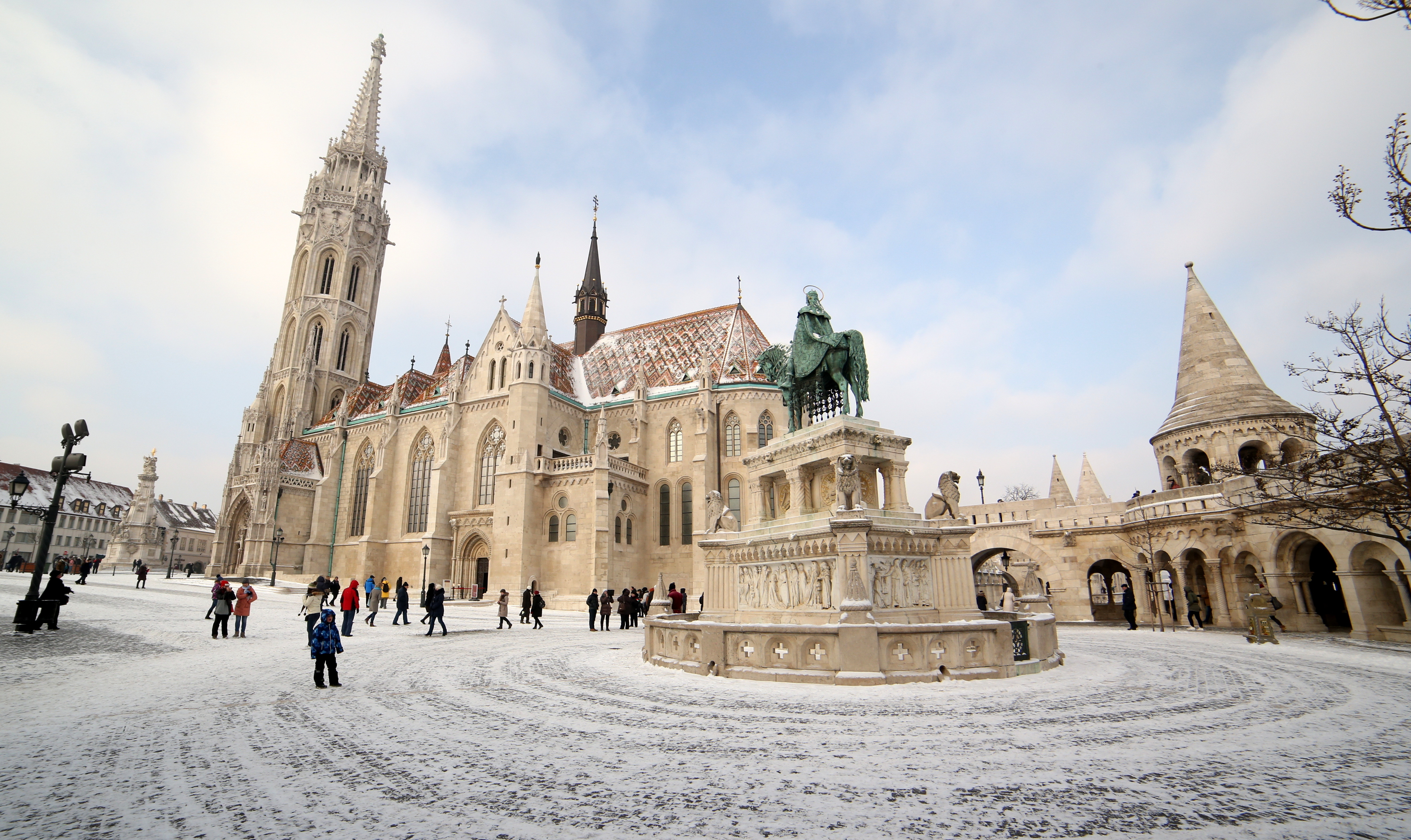
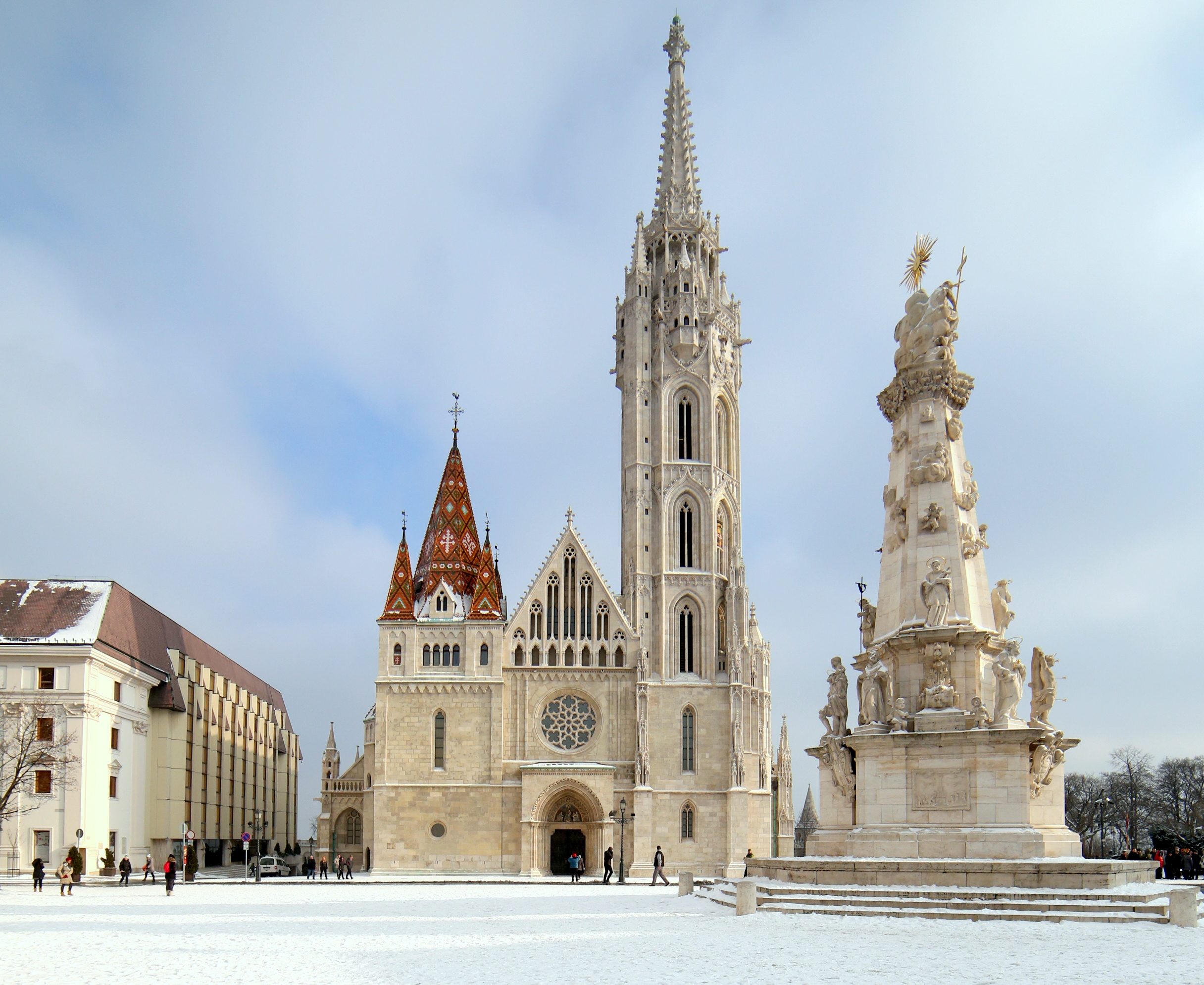